# Collection Ludovisi

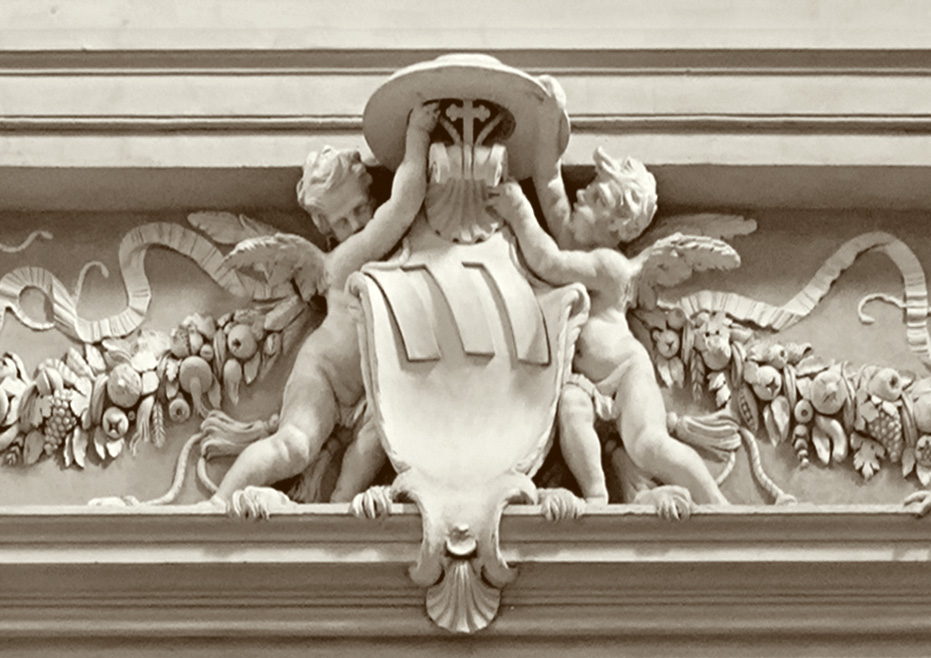
Armoiries de la famille Ludovisi dans l'église Saint-Ignace-de-Loyola (Rome).

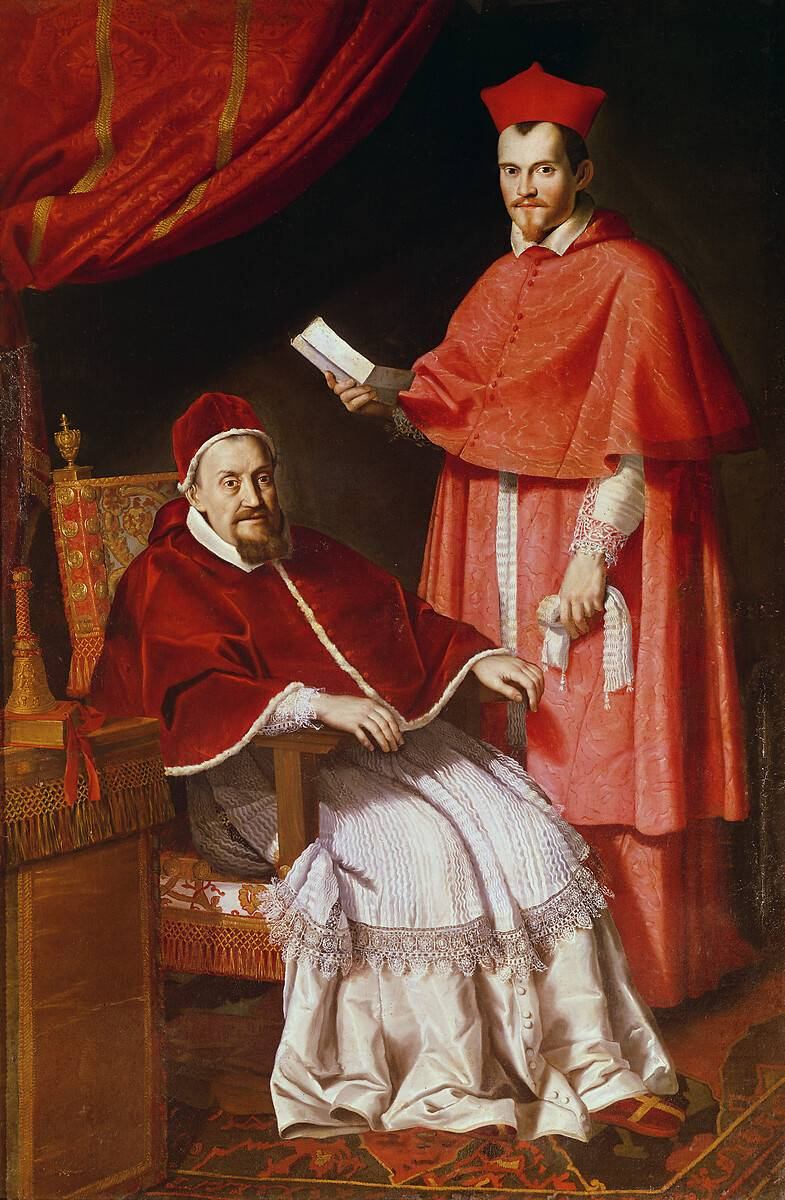
Le Dominiquin, Portrait du pape Grégoire XV avec le cardinal Ludovico Ludovisi.

La collection Ludovisi est une collection d'art apparue à Rome dans la troisième décennie du XVIIe siècle, qui dura moins d'un siècle. Elle appartenait à la famille Ludovisi d'origine bolonaise, qui s'éteignit en ligne directe masculine vers 1699 ; les biens et les propriétés sont passées à la famille Boncompagni.
Il s'agit de l'une des collections artistiques les plus importantes de l'époque baroque, parmi les plus remarquables en termes de statuaire classique avec celle des Borghèse et des Giustiniani, ou encore celle du XVIe siècle des Farnèse et des Médicis. La naissance de la collection et son expansion maximale sont dues à l'attention et à la sensibilité envers l'art de Ludovico Ludovisi, cardinal-neveu du pape Grégoire XV, l'une des figures les plus importantes du mécénat romain du XVIIe siècle.
La collection de peintures fut dispersée parmi les collections françaises et d'espagnoles dans la seconde moitié du XVIIe siècle, tandis que celle des antiquités demeura jusqu'au XXe siècle. En 1901, l'ensemble le plus important de la statuaire classique fut acheté par l'état italien pour être mis en valeur dans un musée, d'abord dans les thermes de Dioclétien, puis dans le palais Altemps à Rome, où ils se trouvent toujours.

## Histoire

### XVIIesiècle

#### Ascension sociale de la famille Ludovisi à Rome
La famille Ludovisi est originaire de Bologne : une partie s'est installée à Rome dans les premières décennies du XVIIe siècle, acquérant une importance sociale et économique particulière avec l'élection d'Alessandro Ludovisi comme pape sous le nom de Grégoire XV, qui fut étudiant en théologie au collège des Jésuites de la cité papale de 1569 à 1571. Son pontificat est relativement court, ne durant que deux ans, de 1621 à 1623.
Ludovico Ludovisi arrive dans la cité papale à la suite de son oncle, qui le crée cardinal lors du consistoire du 15 février 1621. En l'espace d'un peu plus d'une décennie, il réussit à accumuler d'énormes richesses artistiques et non artistiques pour lui et toute sa famille.
Avec la nomination pontificale de Grégoire XV, les peintres de l’école de peinture de Bologne s'épanouissent dans la ville, en particulier Le Guerchin, déjà connu du pape pendant ses années cardinalices dans la ville émilienne, auquel est commandé en décembre 1621, le grand retable de L'Enterrement de sainte Pétronille pour la basilique Saint-Pierre.

#### Collection du cardinal Ludovico

##### Archéologie

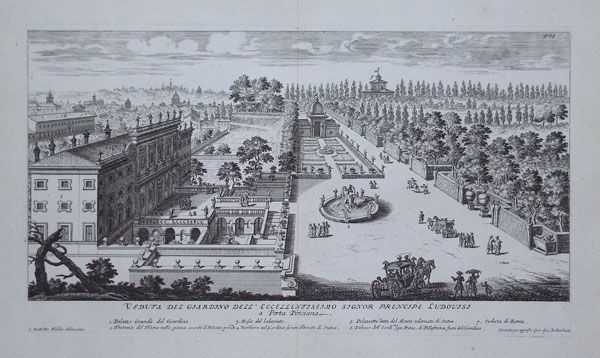
La villa Ludovisi dans une gravure d'environ 1670, Institut National du Graphique - Cabinet des Estampes, Rome. Le Palazzo Grande se trouve à gauche, la fontaine du Triton en bas à droite, l'Uccelleria au centre en arrière-plan, le casino de l'Aurore émerge du jardin en bas à droite.

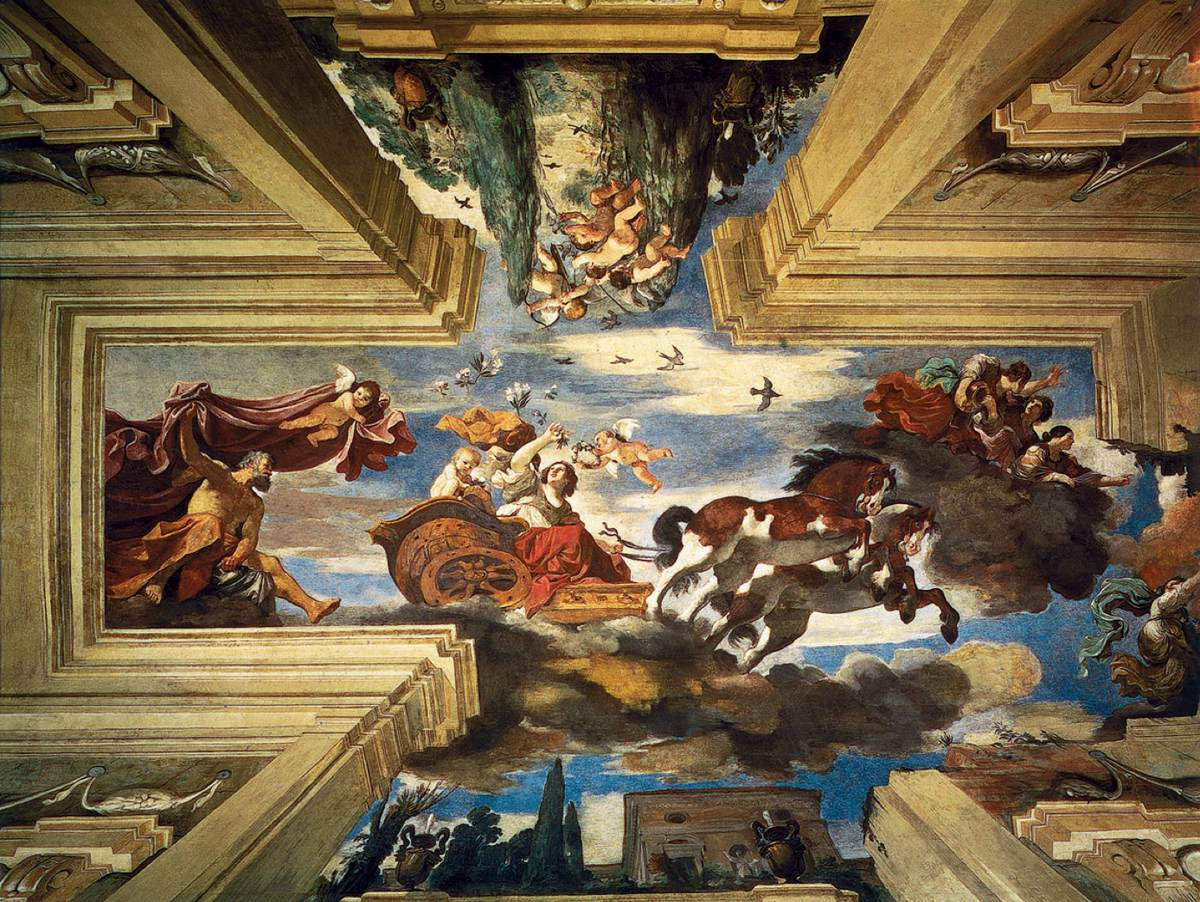
Le Guerchin, L'Aurore, voûte du casino de l'Aurore, anciennement Del Monte.

Les acquisitions de diverses propriétés par la famille, grâce à l'intercession de Ludovico, remontent aux années du pontificat de  Grégoire XV Ludovisi , comme la Villa Altemps à Frascati et, surtout, la villa près de la Porta Pinciana, qui appartenait autrefois au cardinal Francesco Maria del Monte et avant au cardinal Francesco Nerli (1636-1708), comprenant également le casino du Belvédère, devenu plus tard le casino de l'Aurore, du nom de la fresque du Guerchin dans la voûte de la salle centrale du rez-de-chaussée, avec la représentation du char du Soleil.
Le peintre bolonais, arrivé dans la ville dans sa jeunesse en 1621, reçoit la commande du cardinal Ludovico, qui lui demande de peindre des cycles de fresques dans le casino del Monte, un bâtiment déjà connu pour la fresque commandée par le cardinal  del Monte en 1597 au Caravage, Jupiter, Neptune et Pluton. le Dominiquin est simultanément appelé à exécuter Le Jour et La Nuit dans les lunettes des deux petits côtés de la salle centrale du rez-de-chaussée, ainsi que quatre scènes de paysage peintes à fresque dans une salle adjacente, tandis que Le Guerchin est également chargé de peindre au premier étage du bâtiment la scène de la voûte de la salle centrale avec La Renommée.
La villa, qui portera désormais le nom de Ludovisi, voit ses espaces extérieurs et ses jardins agrandis grâce aux achats entre 1622 et 1623, du vignoble du duc de Bracciano Giovan Antonio Orsini et celui des Capponi, repris par les frères carmélites de l'église Santa Maria in Traspontina près de la Porta Salaria, permettant ainsi la construction ou la restauration d'autres bâtiments, comme le Palazzo Grande, où sera située la galerie des statues antiques et l'Uccelleria. Les jardins de la villa sont également agrémentés par des statues antiques le long des allées, tandis qu'une fontaine du Triton est installée dans le plus grand espace ouvert.
La collection de sculptures anciennes, disposée dans les espaces extérieurs ou intérieurs de la Villa Ludovisi, provient des découvertes des chantiers de fouilles sur la propriété, d'acquisitions par donation ou achat, qui ont lieu essentiellement entre 1620 et 1630. Parmi les ajouts les plus remarquables, figurent ceux provenant des collections Cesarini, autrefois conservés dans le palais de l'Esquilin, de la collection Cesi, auparavant installée dans le palais familial près de la basilique Saint-Pierre, l'une des plus importantes collections d'antiquités du XVIe siècle dont proviennent des œuvres comme le groupe de Léda et le cygne (les deux œuvres aujourd'hui indépendantes de L'Enfant étranglant l'oie et de La Vénus accroupie étaient à l’origine réunies sur un seul piédestal de marbre constituant le groupe de Léda et le cygne. Elles furent divisées au cours du XVIIIe siècle, puis réunies à nouveau en un seul bloc, jusqu’à ce qu’elles soient définitivement séparées en 1901), de Pan et Daphné et autres, tandis que d'autres proviennent de la collection Altemps ; Hercule au repos était dans la résidence de Frascati, d’où il est arrivé. Un grand nombre d'œuvres sont trouvées lors des fouilles autour de la villa familiale, dont Galate mourant (aujourd'hui aux musées du Capitole de Rome) et le Suicide du Galate (aujourd'hui au musée national romain de Rome) ; l' Arès Ludovisi est découvert lors d'une fouille en 1622, près de l'église San Salvatore in Campo.
Les œuvres sont restaurées par certains des sculpteurs les plus remarquables de l'époque. Ippolito Buzzi travaille sur les deux Apollos citharèdes (Apollo Citharoedus, « Apollon à la cithare »), sur le groupe d'Amour et Psyché, d'Oreste et Electre, de Saint Idefonse et sur la statue d'Antonin le Pieux ; Le Bernin travaille sur l'Ares Ludovisi, l'une des sculptures les plus représentatives de toute la collection et parmi les plus importantes de la statuaire romaine classique, tandis qu'Alessandro Algardi, qui a noué de bonnes relations avec son mécène, également grâce à leur origine bolognaise commune, est realise plusieurs restaurations, dont Athéna, l'Hermès Ludovisi et le Dadoforo.
Les œuvres les plus importantes sont placées dans le Palazzo Grande, d'autres réparties entre le casino de l'Aurore et les Capponi, tandis que les sarcophages, des statues de satyres et de sélénites ou des sculptures d'hermès sont installés dans le jardin, dont Pan et Daphné, le Satyre versant et Léda et le Cygne.
Le cardinal Ludovico commissionne également en 1626, la construction de l'église Saint-Ignace-de-Loyola, canonisé en 1622 pendant le pontificat de Grégoire XV Ludovisi.

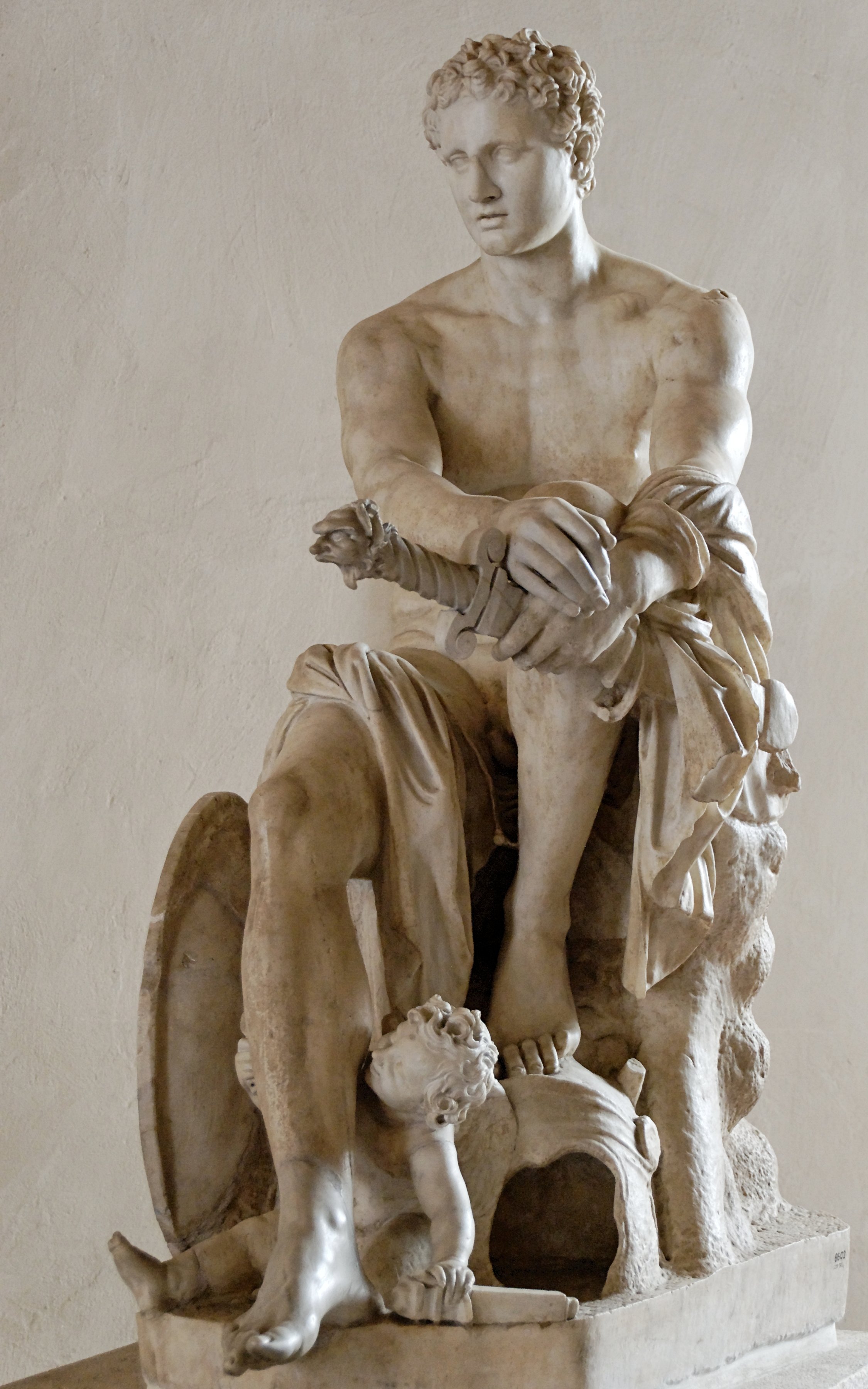
Arès Ludovisi, IVe siècle av. J.-C., musée national romain, Rome.
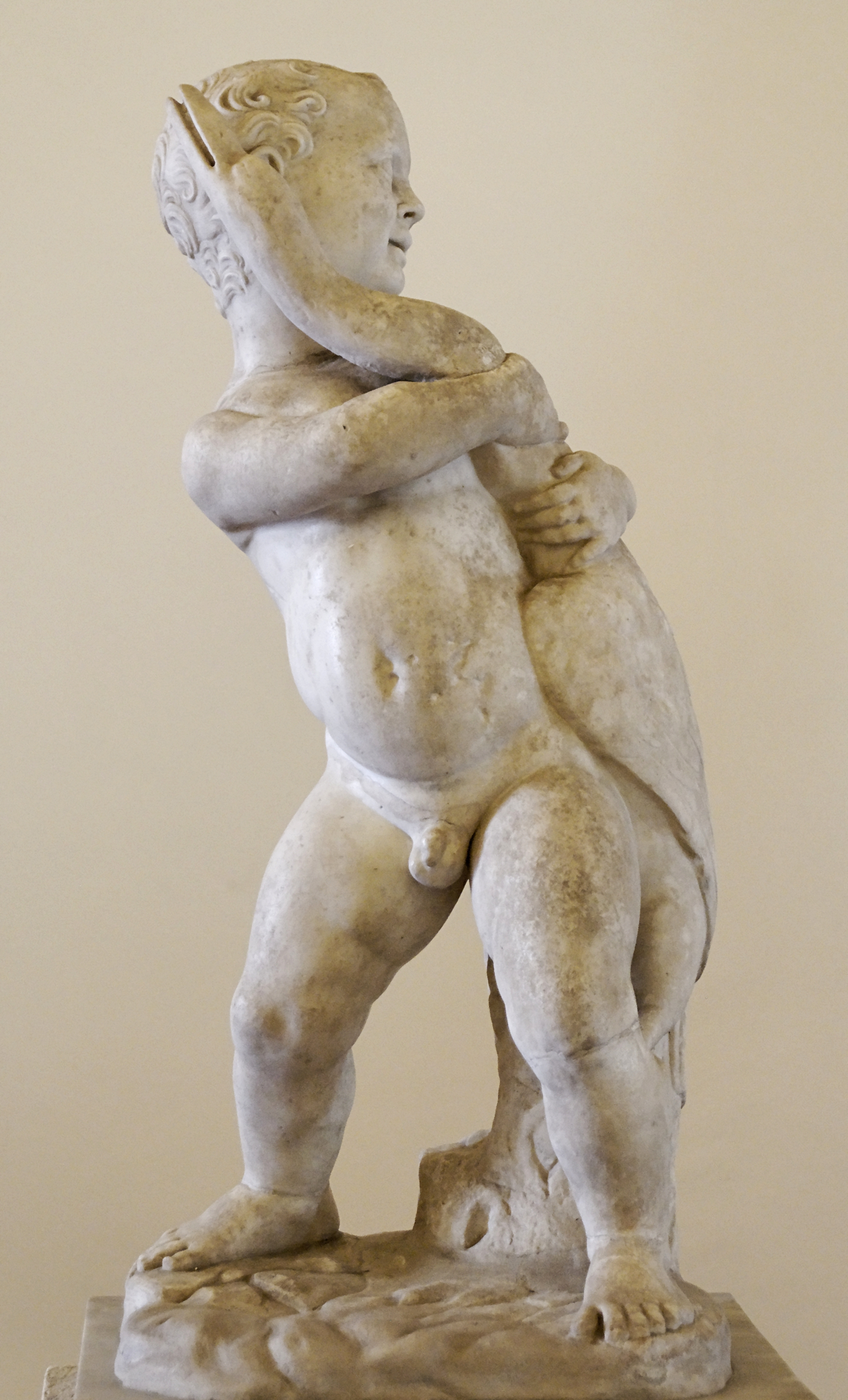
L'Enfant étranglant l'oie.
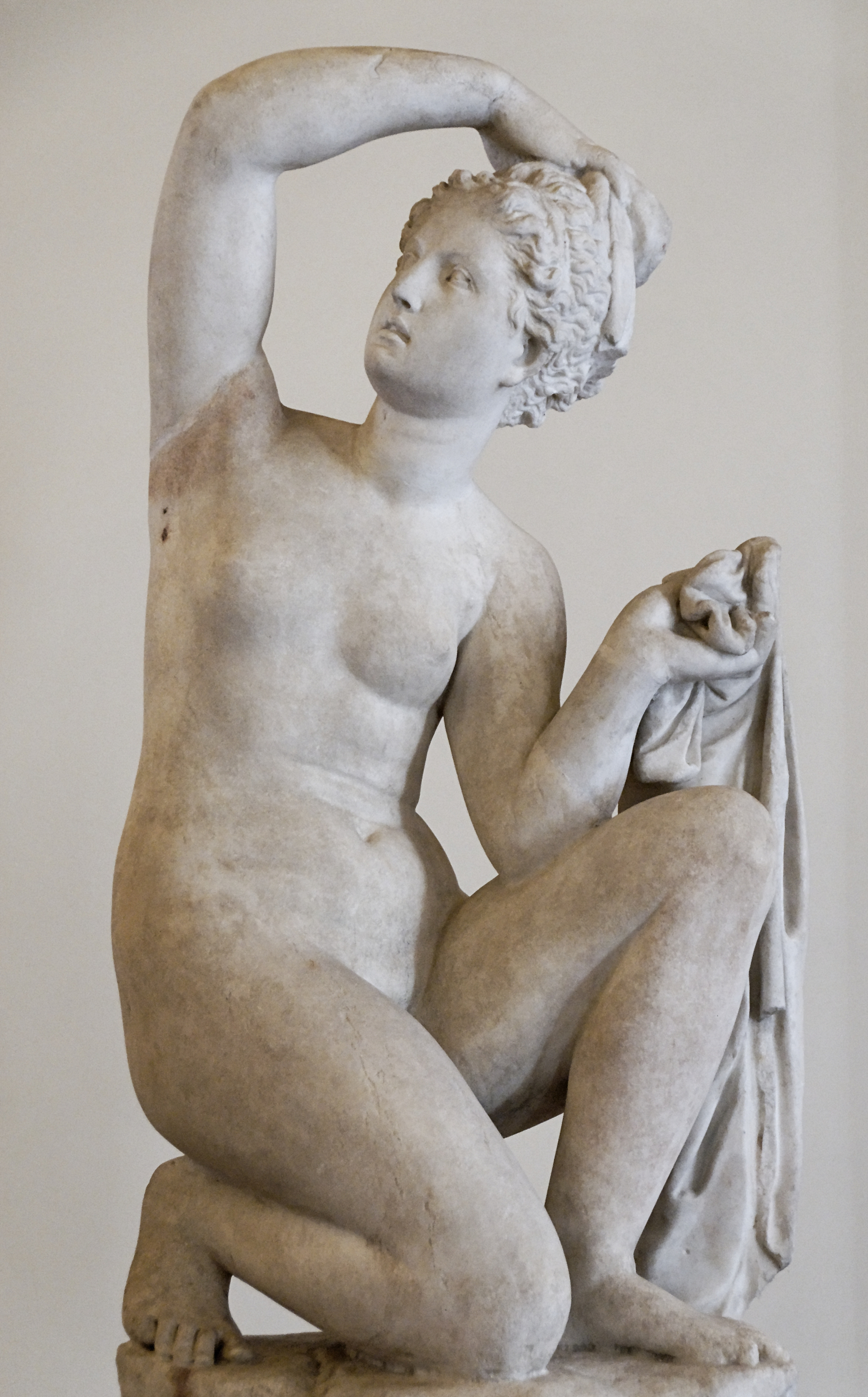
Vénus accroupie.

##### Peintures et sculptures

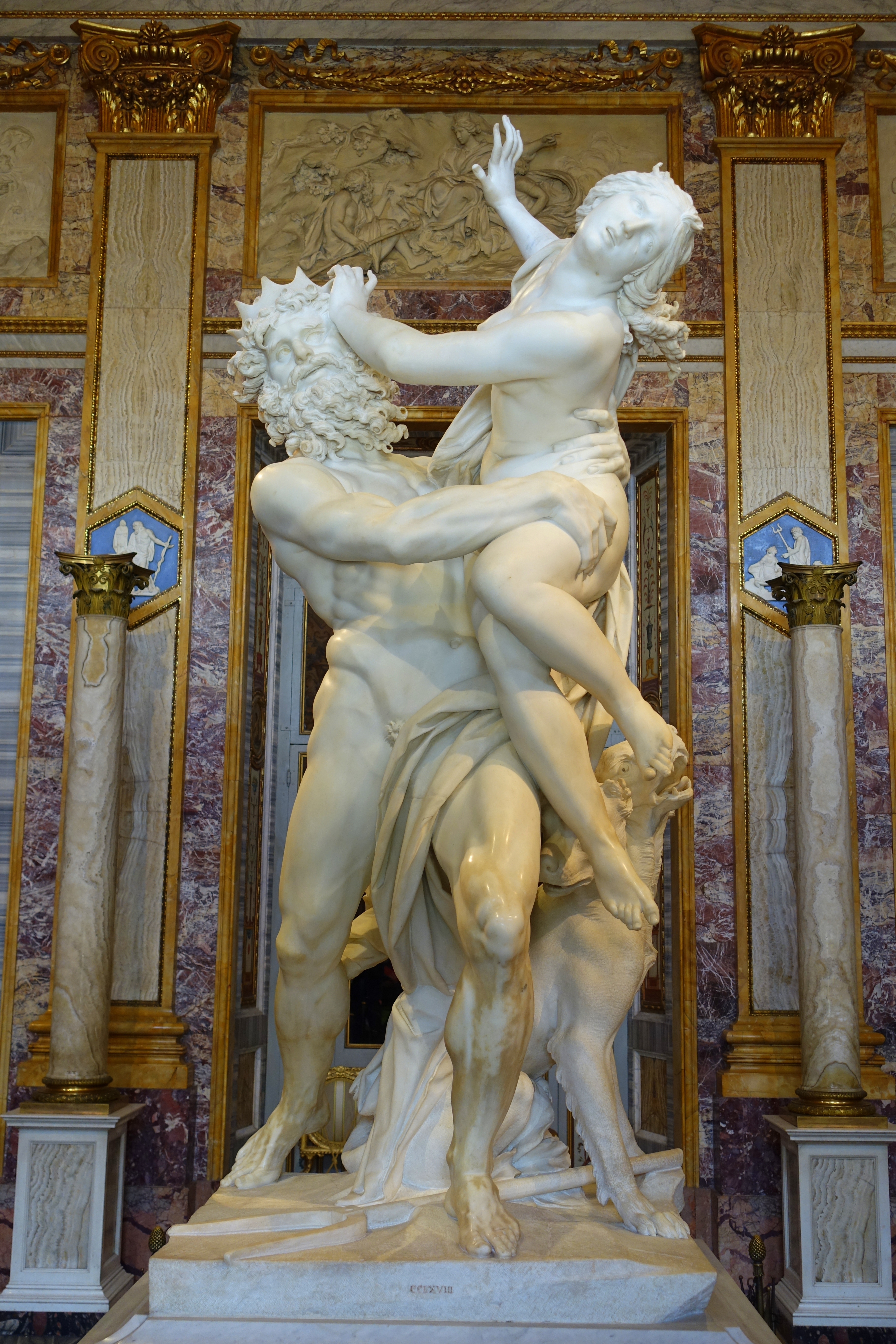
Le Bernin, L'Enlèvement de Proserpine, Galerie Borghèse, Rome.

Parallèlement, Ludovico Ludovisi rassemble une remarquable collection de peintures, pour la plupart de grande taille, dont témoignent deux inventaires, l'un dressé en 1623, à la mort du pape Grégoire XV, et un autre en 1633, à la mort du cardinal lui-même. Des peintures de Titien, Bonifacio Veronese, Jacopo Bassano, Giovanni Bellini, Dosso Dossi, Francesco Francia, Garofalo, Le Guerchin, Guido Reni, Lodovico Carracci, Le Dominiquin et d'autres y figurent.
La collection est presque entièrement composée d'œuvres contemporaines du cardinal, ce qui montre qu'il n'y a jamais eu de legs, contributions ou donations importants provenant d'autres collections antérieures (provenant de celle des Este de Ferrare, ou plutôt des Aldobrandini de Rome, dont, bien que parents, à part La Madonna del Passeggio de Raphaël, un Noli me tangere du Corrège et les deux Bacchanales du Titien offerts par Olimpia Aldobrandini à Ludovico Ludovisi à l'occasion de sa nomination comme cardinal, une grande partie de leur collection a rejoint celle des Borghèse et des Pamphilj). Un groupe important de peintures de l'école bolognaise, surtout du Guerchin et du Dominiquin, qui sont en quelque sorte des « peintres Ludovisi », est collectionné par Alessandro avant de devenir pape, lorsqu'il est lié à la ville de Bologne avec le titre d'archevêque de 1612 à 1621 : une fois nommé pontife suprême, ne pouvant apporter avec lui aucune œuvre d’art, il fait don de ses collections au cardinal-neveu, comme c’est la coutume.
En 1621, le cardinal Ludovisi achète le palais Rospigliosi dans le duché de Zagarolo, dont les Colonna étaient les seigneurs ; pour l'occasion Le Dominiquin et Giovanni Battista Viola sont appelés à décorer les intérieurs avec des cycles de fresques de paysages exécutées à la demande de Ludovico lui-même.
Les sources historiques laissées par Giovanni Pietro Bellori (Nota delli musei) et par Fioravante Martinelli (Roma Ornata) mentionnent de nombreuses œuvres d'art de la collection, dispersées entre les propriétés de Rome et de Zagarolo, où son frère Niccolò a sa résidence habituelle. Parmi les plus importantes figurent deux Paysages du Dominiquin, une Suzanne et les Vieillards (maintenant au musée du Prado à Madrid ) et une Vénus au bain (maintenant à la National Gallery of Art de Washington) du Guerchin, un Saint François de Guido Reni, qui peut être celui qui a d’abord rejoint la collection Pamphilj du prince Camillo Francesco Maria Pamphili, puis, à partir de 1665, les collections de Louis XIV, d’où il est passé au musée du Louvre à Paris, où il est toujours, une Galatée d’Annibale Carracci (copie de Raphaël), un Apollon et Daphnée de Dosso Dossi et le groupe sculptural de L'Enlèvement de Proserpine du Bernin, toutes deux la propriété de Scipione Caffarelli-Borghese et données au cardinal Ludovico en 1621, restées jusqu’en 1908 dans la collection avant d'être achetées par l’État italien et aujourd'hui dans la Galerie Borghèse à Rome, et le dit Double Portrait attribué à Giorgione, maintenant au musée national du Palais de Venise à Rome.
En 1632, le cardinal Ludovico Ludovisi meurt, toute la collection passe donc à son frère Niccolò, seigneur de Gesualdo et prince de Piombino, époux par son troisième mariage de Costanza Pamphilj, fille de Pamphilio et neveu du pape Innocent X, qui finança pour Ludovisi le palais du Campo Marzio, aujourd'hui palais Montecitorio, dont, cependant, en raison de désaccords familiaux, la construction est interrompue l'année suivante et complètement abandonnée à la mort du destinataire.

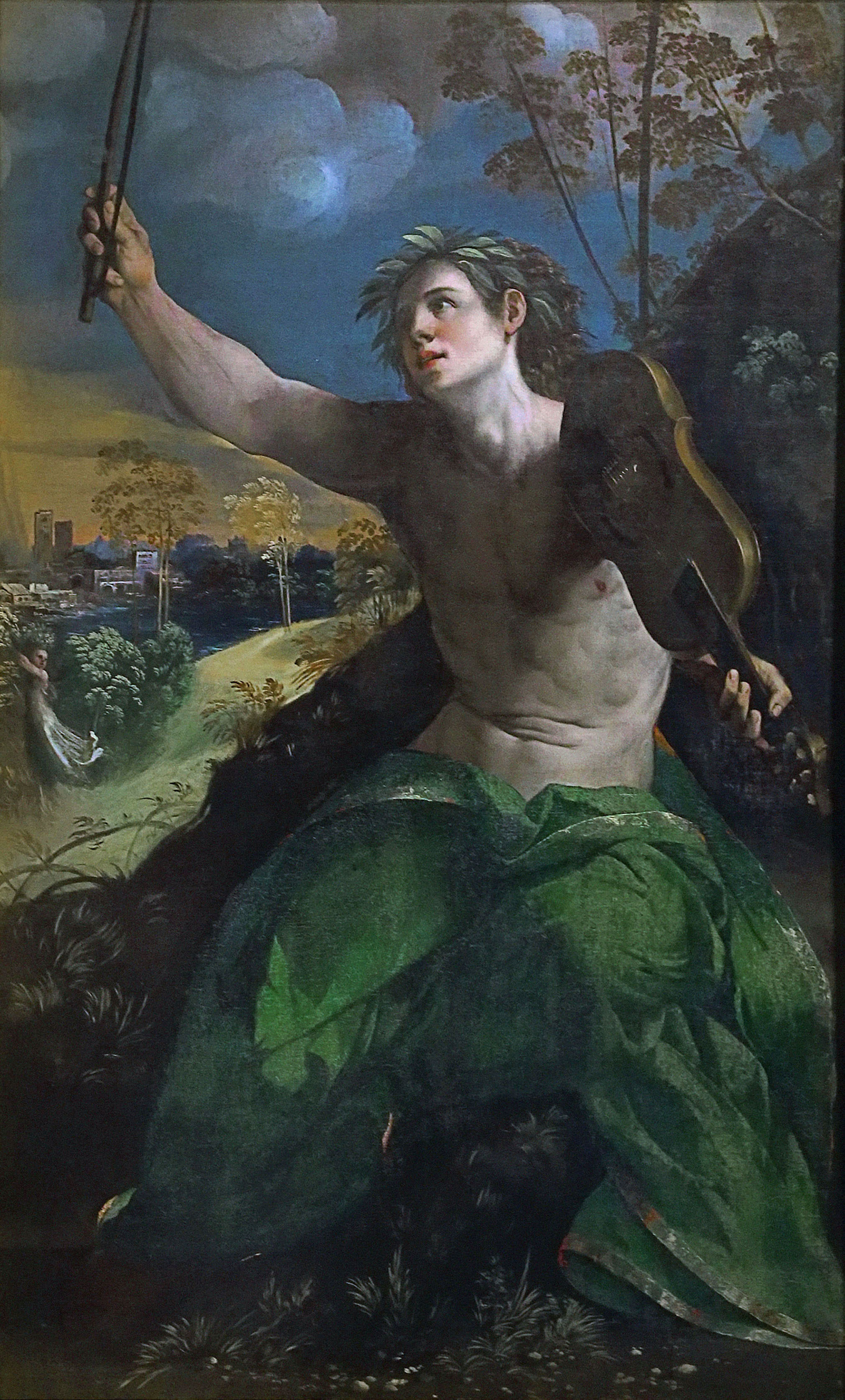
Dosso Dossi, Apollon et Daphné, 1524, Galerie Borghèse, Rome.
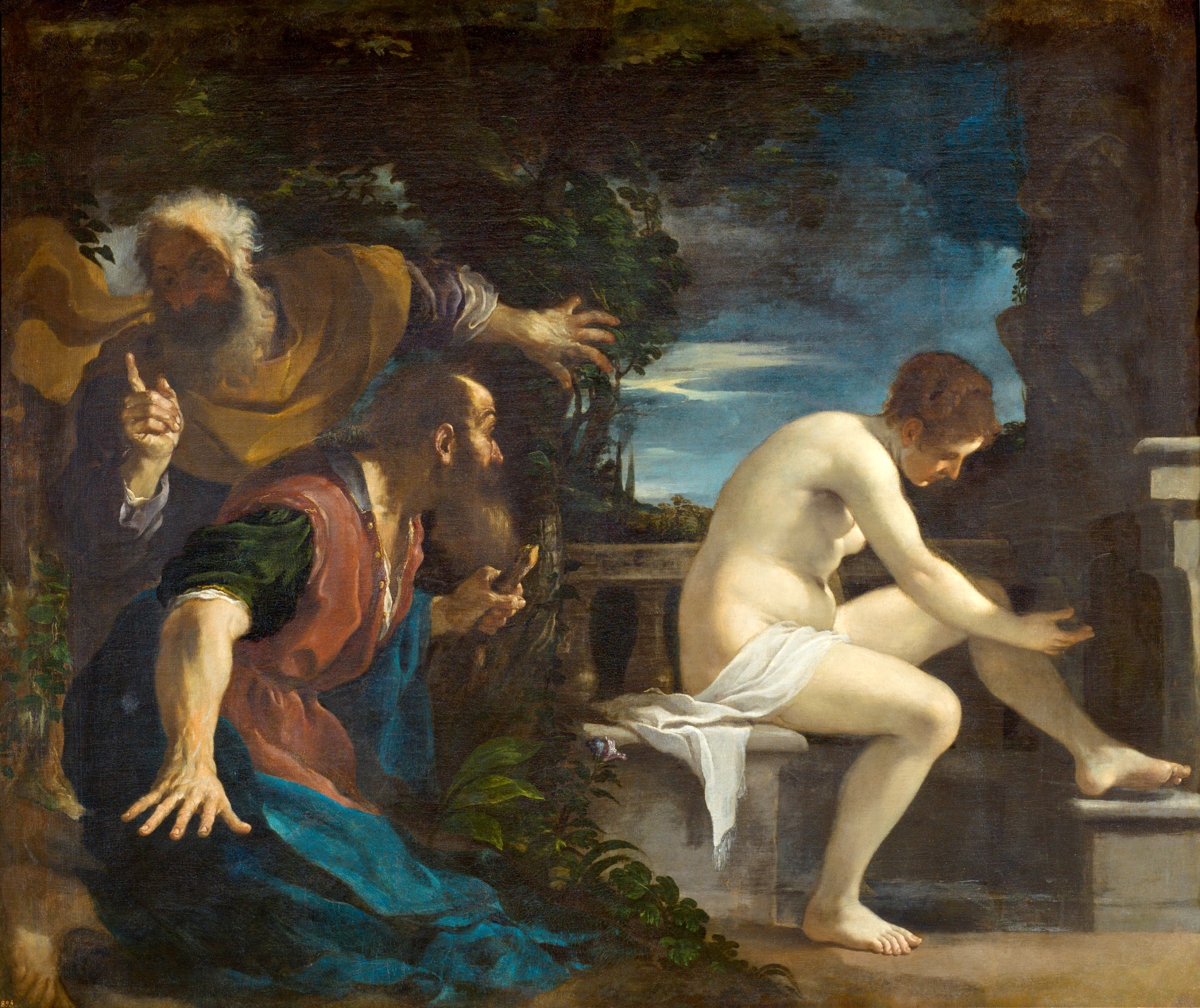
Le Guerchin, Susanna et les Vieillards, 1617, musée du Prado, Madrid.

#### Cessions des œuvres picturales sous le prince Niccolò
Les années qui suivent immédiatement la mort de Ludovico Ludovisi confirment le succès de sa collection d'antiquités. Bien que le cardinal ait également collectionné des œuvres picturales d'une importance particulière, principalement de la Renaissance vénitienne et du baroque émilien-romain, sa notoriété dans les milieux culturels est principalement déterminée par des pièces archéologiques, dont certaines sont à l'époque les plus remarquables du XVIIe siècle.
À la demande de Niccolò, immédiatement après la mort de Ludovico, les plus grandes peintures de la collection picturale romaine sont transférées de la villa familiale à la résidence de Zagarolo.
Malgré le fait que, contrairement à d'autres collections contemporaines, comme celles des Borghese ou des Giustiniani, la collection Ludovisi est difficilement accessible au public, à tel point que les propriétaires ont l'intention d'ouvrir les portes de leur villa uniquement aux personnes de rang élevé ou aux érudits venus visiter la ville. Une série de copies et d'esquisses réalisées tout au long des XVIIe et XVIIIe siècles sont la preuve de l'importance qu'atteignent les œuvres archéologiques du catalogue, qui contribuent en outre à la diffusion de leur succès.
À Florence, des bronzes sont créés dans l'atelier de Jean Bologne, lorsqu'un de ses collaborateurs, Giovanni Francesco Susini, qui se rend à Rome au début des années 1620, copie quelques sculptures antiques connues à Rome à cette époque. Hormis le Taureau Farnèse et l'Hermaphrodite endormi, les œuvres répliquées font presque toutes partie des collections du Prince Niccolò Ludovisi, dont il est également lui-même un collectionneur, certaines d'entre elles étant exposées au premier étage du Casino de l'Aurore. Les copies sont, entre autres : le Gladiateur qui se repose (peut-être le Guerrier assis ), Arès (aujourd'hui au Ashmolean Museum d'Oxford ), le Gladiateur blessé et mourant (le Galate mourant, maintenant au musée national du Bargello à Florence), le Suicide de Galate (aujourd'hui au Palais Colonna (Rome) de ).

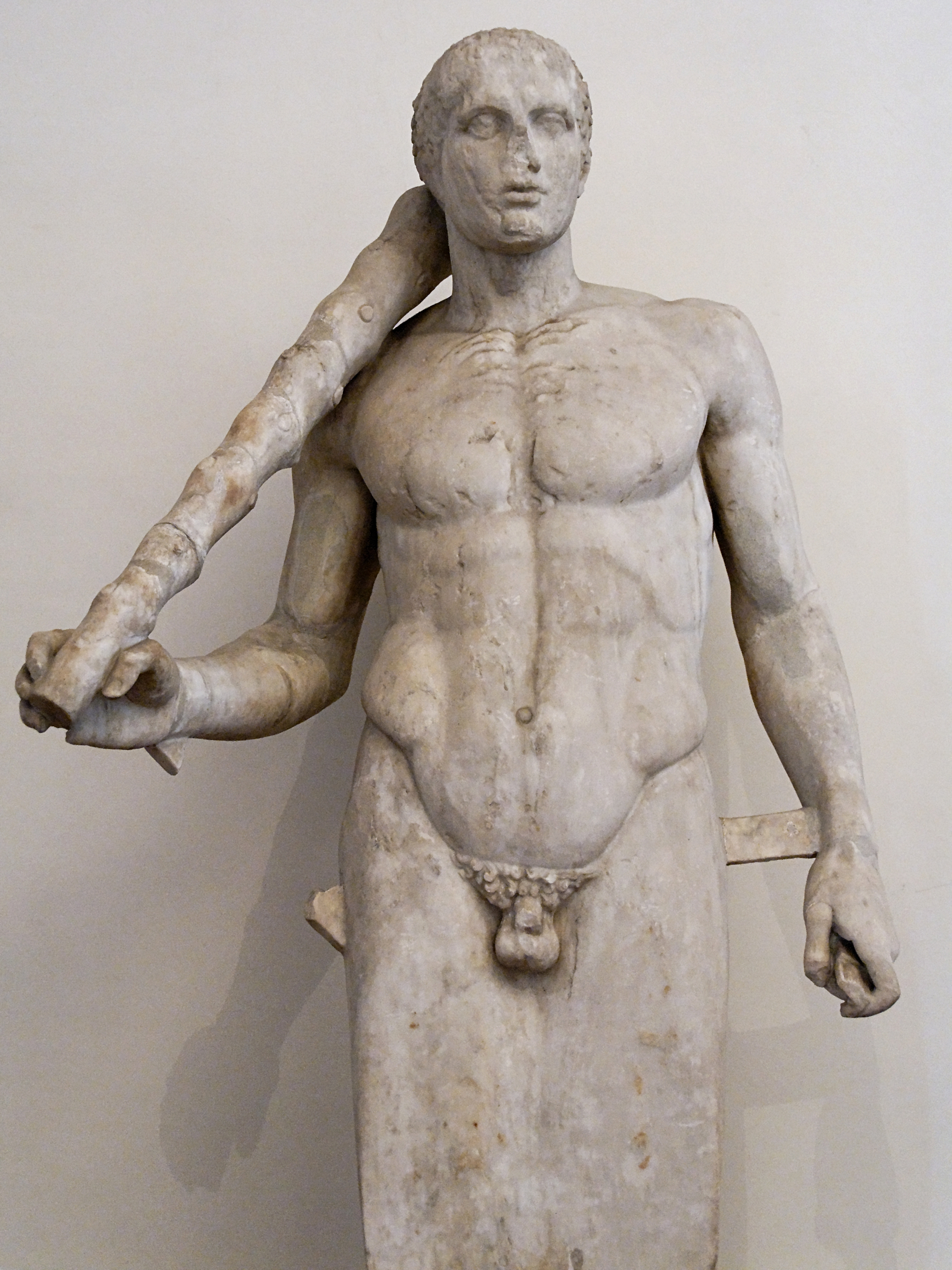
Hermès Hercule avec masse, marbre du Pentélique, œuvre romaine du IIe siècle d'après un original grec du Ve siècle av. J.-C.,initialement placé dans le jardin de la Villa Ludovisi, aujourd'hui au palais Altemps.
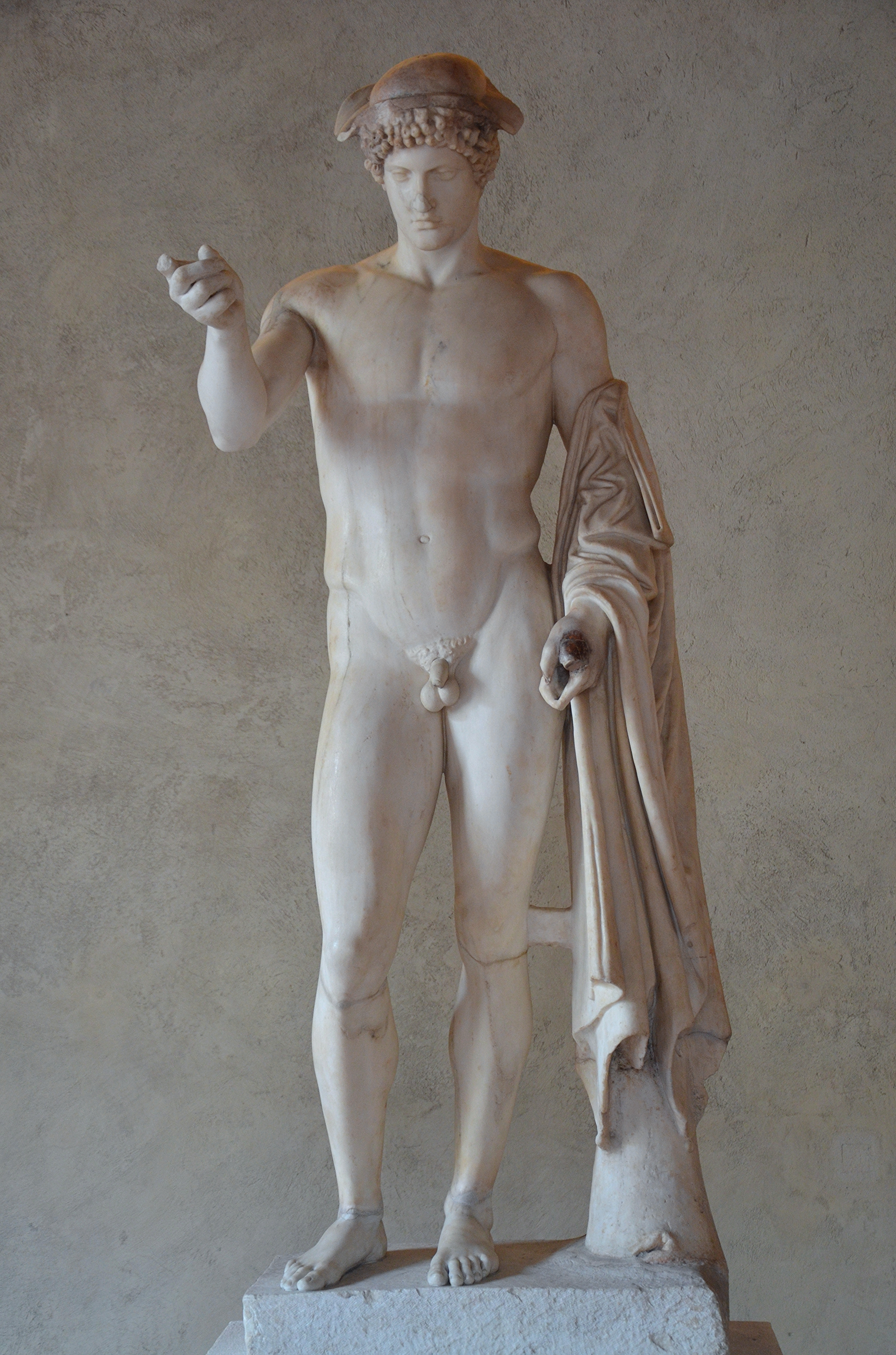
Hermès Ludovisi, copie romaine du Ier siècle d'après un bronze original du Ve siècle av. J.-C., traditionnellement attribué au jeune Phidias, musée national romain, palais Massimo des Thermes, Rome.

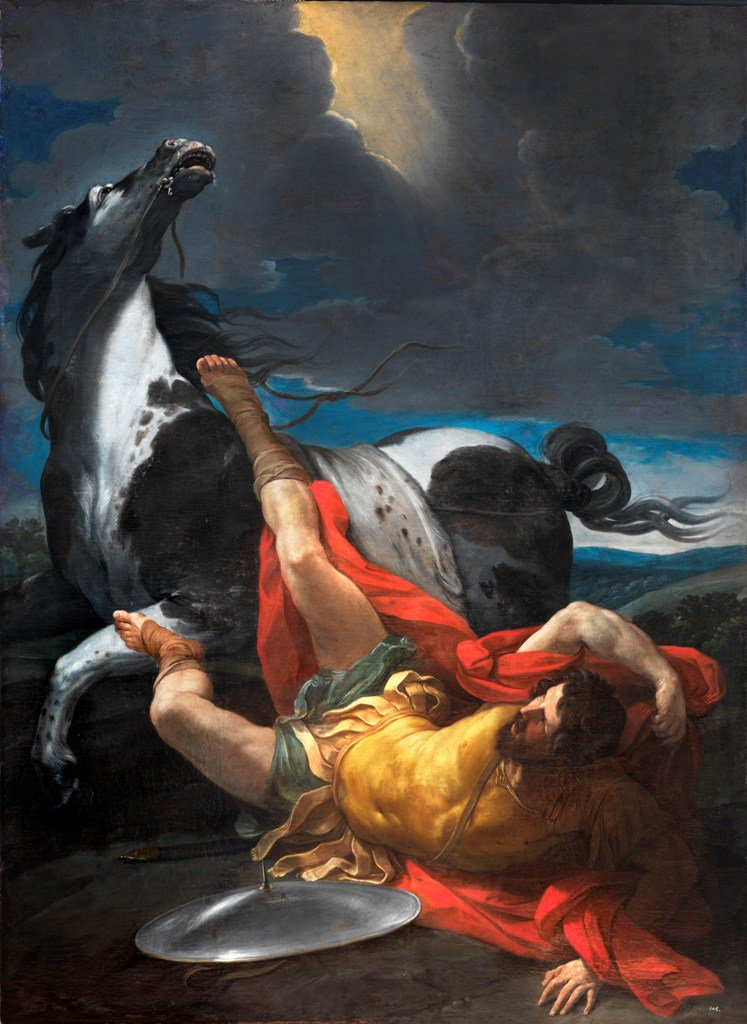
Guido Reni, La Conversion de saint Paul, v. 1615-1620, Escurial.

En 1638, le graveur français François Perrier publie un recueil de 100 eaux-fortes, le « Segmenta Nobilium Signorium et Statuarum… », un catalogue des sculptures antiques les plus prestigieuses présentes dans les collections romaines, où sur environ un total de 80 œuvres, 12 sculptures de la collection Ludovisi méritent d'être mentionnées (le Consul, le Suicide du Galate, Castor et Pollux, Arès Ludovisi, Oreste et Électre, Hermès Ludovisi, Pan et Daphné, Bacchus, Muse, Sabine, Galate mourant et Silène couché), plus que ceux de la collection Farnèse (cinq), un peu moins que ceux de la collection Médicis (quatorze) et moins que ceux de la collection Borghèse (vingt).
Malgré ces reconnaissances, avec la succession de Ludovico Ludovisi à Niccolò, la famille commence à accumuler des dettes qui l'obligent à démembrer une partie de ses actifs afin de pouvoir faire face aux insolvabilités générées. La plupart des tableaux vendus par le prince Niccolò partent en France ou en Espagne : dans ce dernier cas, des œuvres telles que les deux tableaux du Titien, La Bacchanale des Andriens et L'Offrande à Vénus , le Noli me tangere du Corrège, Loth et ses Filles du Guerchin et La Conversion de saint Paul de Guido Reni sont offertes à Philippe IV d'Espagne dès 1640, en reconnaissance de l'octroi par ce dernier du titre de prince de Piombino en 1634 et pour d'autres faveurs reçues par Niccolò pendant les années de son règne en Espagne.
En 1649, le roi d'Espagne envoie à Rome Vélasquez, le surintendant des œuvres d'art. Parmi les différentes tâches assignées à l'artiste espagnol lors de son séjour en Italie, il a celle de sélectionner et de reproduire certaines œuvres de l'Antiquité, utiles à la fois comme modèles pour des thèmes picturaux, mais aussi comme base pour réaliser des répliques sculpturales grandeur nature sur le sol hispanique. Comme cela s'est produit avec les croquis de Susini ou les gravures de Perrier, de nombreux choix se portent sur des pièces de la collection Ludovisi dont l'Arès, le Galate mourant, le Satyre versant et de l'Hermès.

#### La collection sous le prince Giovan Battista et l'extinction de la maison

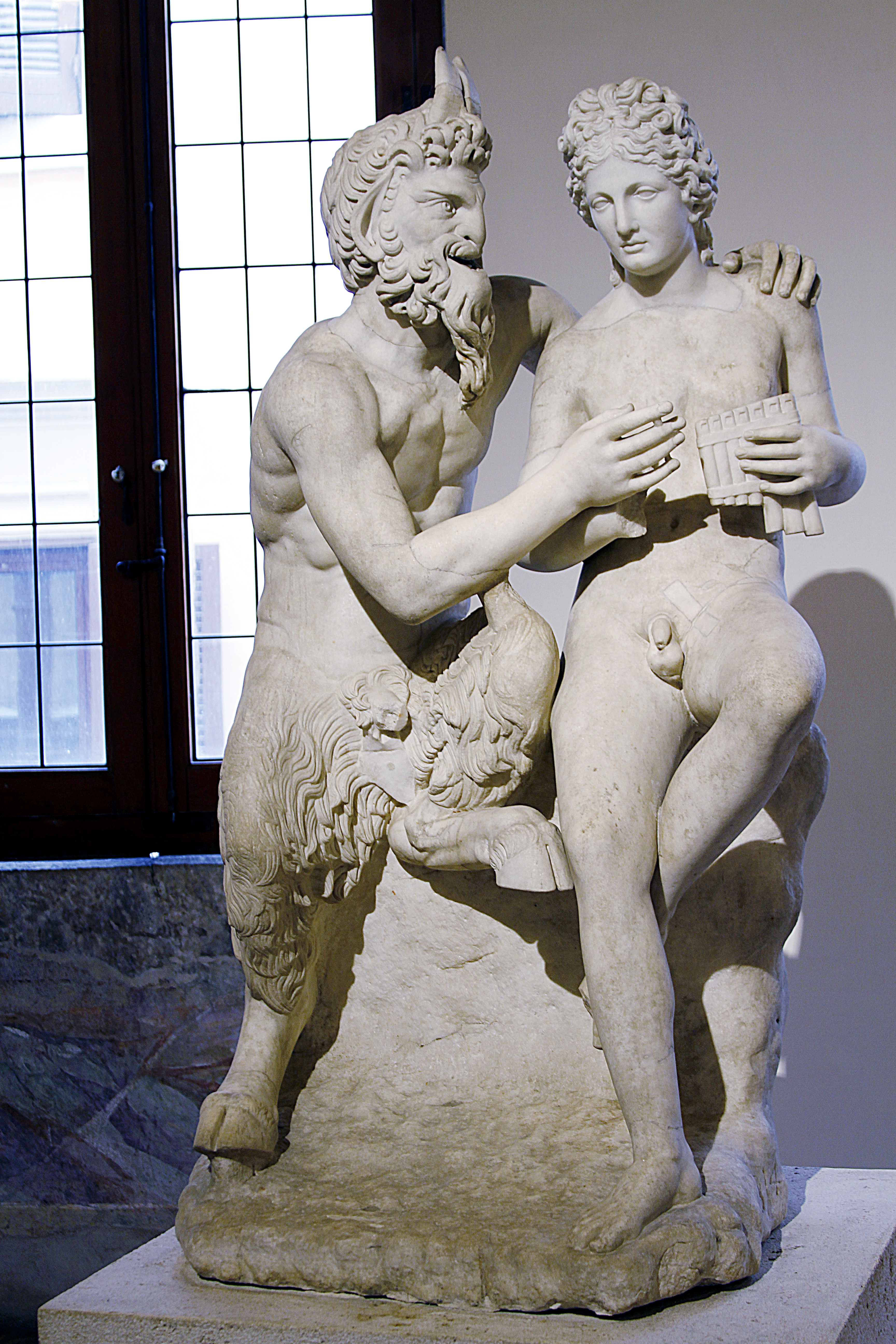
Pan et Daphné, Palais Altemps.

À la mort de Niccolò en 1664, la collection passe à son fils aîné, Giovan Battista, fils unique de cinq enfants, qui, dès 1665, entreprend de nouveaux démembrements des œuvres et des propriétés de la famille. Le transfert de l'ancien palais Colonna et du duché de Zagarolo à la famille Rospigliosi remonte à cette période, avec le transfert simultané d'une partie de la collection picturale conservée dans la résidence Ludovisi de la région, qui passe ensuite de la collection Rospigliosi à la collection Pallavicini, en particulier des toiles d'origine bolognaise, comme le Péché originel du Dominiquin, Samson et les Philistins, initialement attribué à un Carracci et maintenant à Francesco Brizio, Rinaldo et Armida et le Triomphe de David de Lucio Massari.

Suicide du Galate ou Galate Ludovisi, palais Altemps.

L'intérêt du roi de France pour la Villa Ludovisi du Pincio et de toutes les sculptures faisant partie de la collection remonte à 1666. Jean-Baptiste Colbert tente en effet de finaliser la négociation d'achat sans toutefois obtenir une issue positive. En matière statuaire, Colbert parvient à réaliser le moulages de la plupart des œuvres (environ 300 pièces), qui sont ensuite envoyés en France vers 1670 pour permettre la création des marbres destinés aux allées du château de Versailles et autres résidences royales. Avec le transfert des moulages, la réputation de la collection Ludovisi s'étend également aux pays voisins, comme en Suède, où en 1687, Nicodème Tessin le Jeune tente d'acheter tous les moulages des pièces, ou comme en Pologne, où plusieurs copies sont données au roi.
Vers 1668-1669, une nouvelle élaboration de planches représentant les pièces antiques les plus importantes des collections européennes, sur le modèle de celles de Perrier, est réalisée, les Icônes du Hollandais Jan de Bisschop : grâce à la création de ce catalogue, les sculptures Ludovisi, dont le Suicide du Galate et la Vénus accroupie sont gravées et acquièrent également une notoriété dans les territoires flamands. En 1669, Ferdinand II de Médicis achète pour sa collection l' Hermaphrodite endormi (maintenant conservé au musée des Offices à Florence) ; une autre version du sujet, est particulièrement célèbre dès le début du XVIIe siècle grâce surtout aux deux versions Borghèse, dont l'une, la plus connue, est aujourd'hui au musée du Louvre à Paris tandis qu'une autre est restée à la Villa Pinciana à Rome.
En 1670, pour faire face à nouveau aux dettes, un autre transfert important en bloc d'œuvres picturales de la collection a lieu à la demande de Giovan Battista, parmi lesquels les trois grandes toiles du Dominiquin, le Paysage avec Cacus, le Paysage avec Hercule et le Paysage avec Hercule et Achelous (aujourd'hui au musée du Louvre à Paris) rejoignent la France de Louis XIV, Suzanne et les Vieillards du Guerchin, qui part en Espagne (aujourd'hui au musée du Prado de Madrid) et le Paysage avec la Fuite en Égypte du Guerchin vendu au cardinal Jules Mazarin (aujourd'hui au musée du Louvre à Paris).
En 1679, avec les gravures de Joachim von Sandrart réalisées des années plus tôt, entre 1629 et 1635, alors qu'il est engagé par les Giustiniani pour rédiger le texte sur la Galleria Giustiniana, la voie tracée par Perrier et Bisschop se poursuit. Un volume sur le traité des arts est publié à Nuremberg, l'Accademia Todesca, qui comprend également des tableaux sur la statuaire classique tirés de dessins de Sandrart lui-même, avec  une fois de plus, le Suicide du Galate, Oreste et Électre et Mars casqué (Lucius Scipion).
Lorsque Giovan Battista meurt en 1699, sans héritiers, la lignée masculine de la famille s'éteint.

### XVIIIesiècle

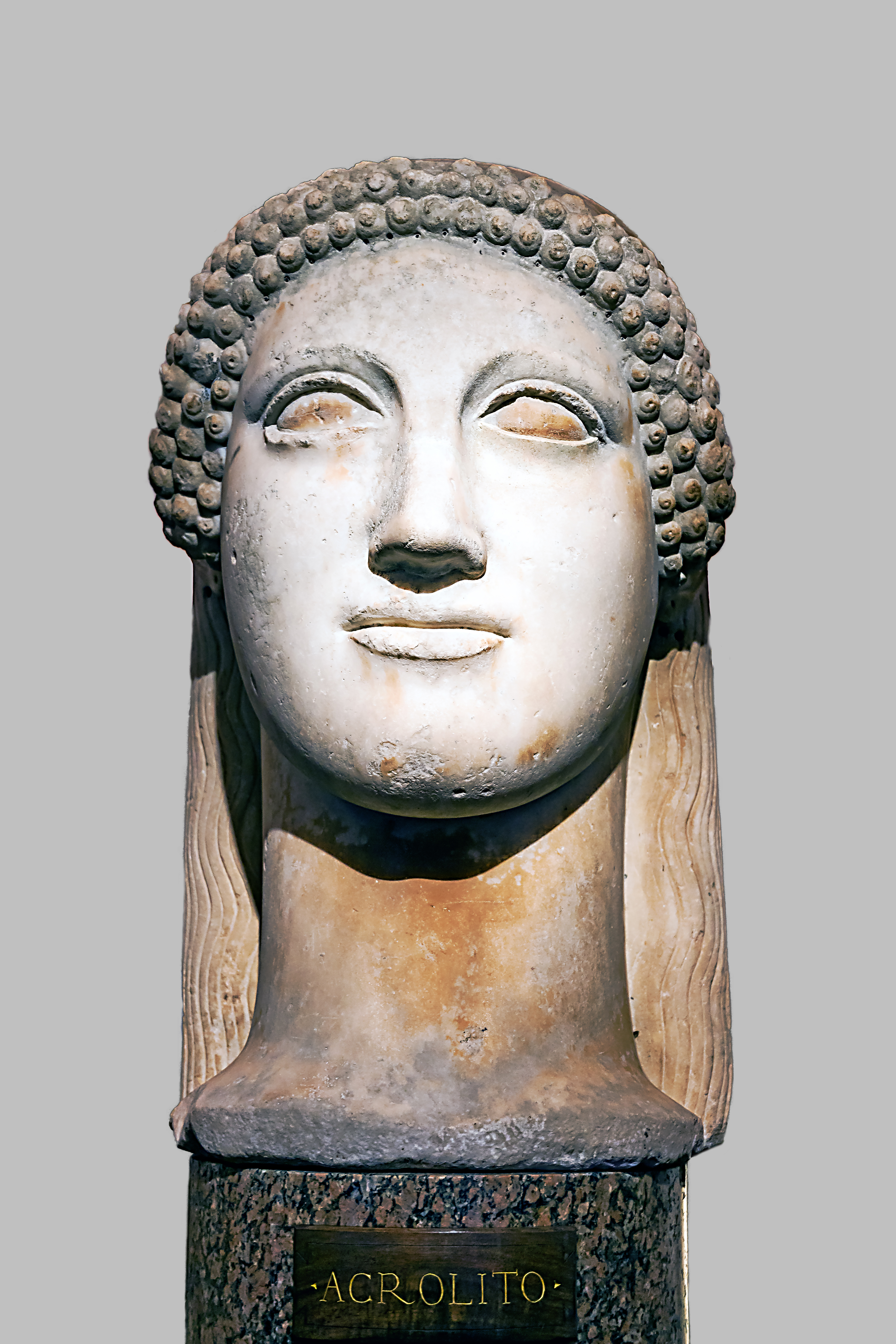
Acrolithe Ludovisi, palais Altemps.

Ippolita Ludovisi, sœur de Giovan Battista et épouse de Gregorio I Boncompagni, hérite de la collection composée principalement d'œuvres antiques survivantes. Elle a acquis les titres et les biens Ludovisi, donnant naissance à la branche noble Boncompagni-Ludovisi, qui existe encore aujourd'hui. Au cours du XVIIIe siècle, la villa familiale perd de son importance dans la logique dynastique interne ; les derniers à l'habiter sont Ippolita et Gregorio Boncompagni. Les espaces, tant extérieurs qu'intérieurs, restent toutefois ornés des anciennes sculptures de la collection. Entre 1709 et 1713, le Monument funéraire de la chapelle Grégoire est réalisé par Pierre Le Gros le jeune dans la chapelle Ludovisi de l’église Saint-Ignace-de-Loyola (Rome), où sont transportées les dépouilles du pontife depuis la chapelle de l’Annonciation du Collège romain et du cardinal-neveu depuis la cathédrale de Bologne.
En 1733, l'Acrolithe Ludovisi, une statue représentant le visage de Venus Erycina, est découverte dans les jardins. En 1737, le pape Clément XII achète la statue du Galate mourant, qui se trouve alors dans le palais Piombino de la Via del Corso (Rome) (détruit au début du XXe siècle), pour l'installer dans le musée municipal naissant du palais des Conservateurs des musées du Capitole (au début du XIXe siècle, la sculpture est réquisitionnée lors des spoliations napoléoniennes et ne revient à Rome qu'en 1815).
Même au cours de ce siècle, les personnalités illustres ne manquent pas, qui viennent à Rome pour admirer les œuvres de la collection Ludovisi, dont les témoignages contribuent en outre à diffuser leurs écrits dans toute l'Europe. En 1704, Domenico de Rossi répertorie plusieurs œuvres dans son catalogue Collections de statues anciennes et modernes ; Étienne Parrocel en reprend certaines dans des dessins et Johann Joachim Winckelmann, encore une fois, en souligne les caractéristiques dans ses écrits de 1764 et 1767, où il juge l'Arès comme « l'une des trois plus belles statues du dieu », tandis que « l' Apollon Cytared (Nomios) est la plus belle de toutes après l' Apollon du Belvédère ».
Même le jeune Antonio Canova réalise quelques dessins des œuvres en 1780, qu'il emporte ensuite à Venise, tandis que plusieurs peintres de l'époque utilisent les sculptures comme modèles ou éléments de remplissage pour leurs peintures, comme Pompeo Batoni, qui réutilise plusieurs des bustes et des groupes de marbre, dont l'Arès et Oreste et Électre, ou Giambattista Canal qui, dans les fresques du palais Smith Mangilli Valmarana à Venise, inclut le groupe d'Oreste et Électre dans une composition.
À la fin du XVIIIe siècle, avec l'avènement de la République romaine et le premier contrôle des territoires italiens par les troupes françaises, la famille Boncompagni Ludovisi est affectée par une situation d'endettement aggravée, qui la conduit à une crise financière, l'obligeant à vendre plusieurs sculptures de son propre catalogue, qui jusqu'alors échappaient à ce sort.

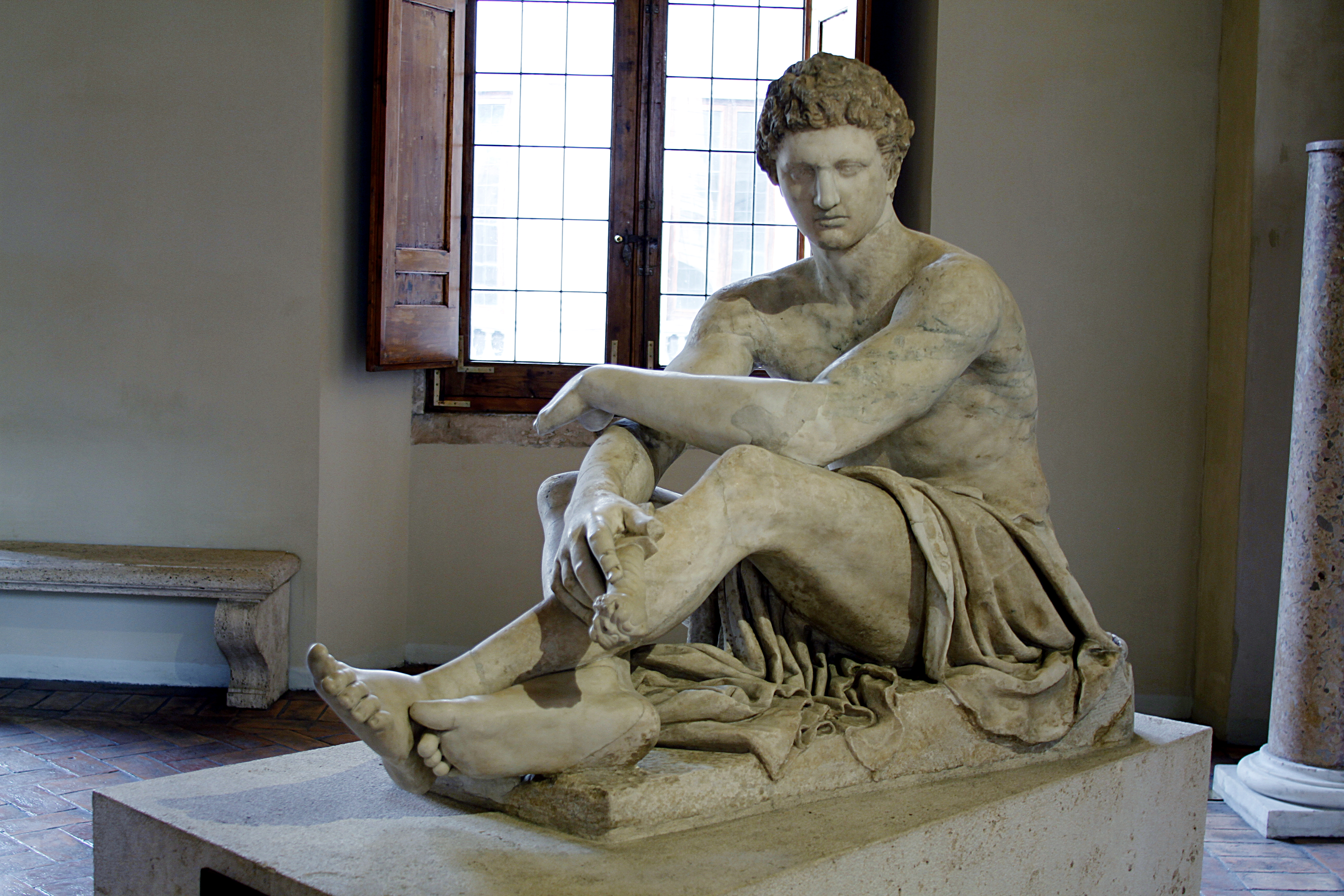
Guerrier assis, palais Altemps.
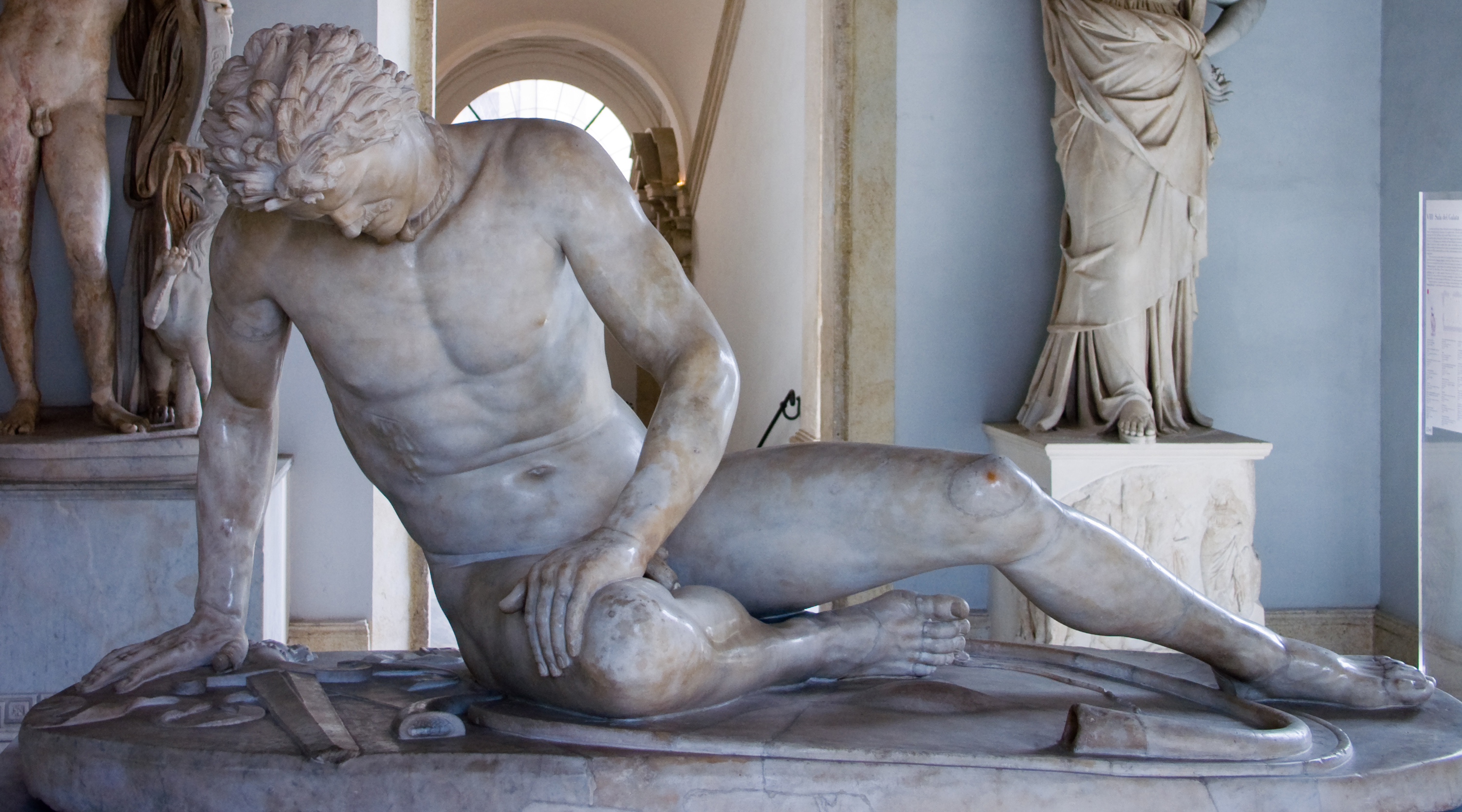
Galate mourant, musées du Capitole.

### XIXeetXXesiècles

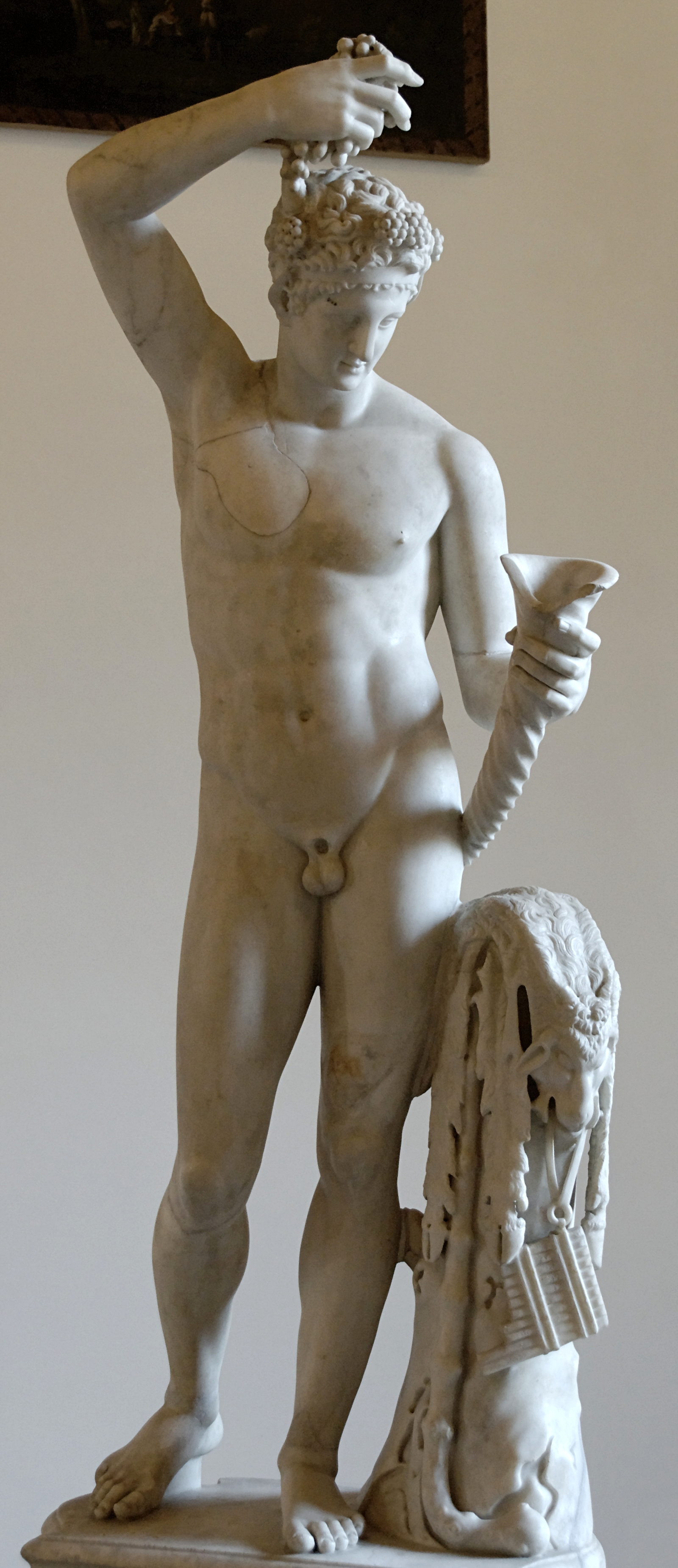
Satyre Ludovisi, palais Altemps.

Au cours du XIXe siècle, la collection est presque entièrement réaménagée dans les espaces couverts de la villa Ludovisi, essentiellement dans le casino Capponi, qui est restauré dans ce sens pour abriter la collection de sculptures, où l' Arès, le Guerrier assis (qui est toujours installé en pendant), le Buste d'Antinous Ludovisi, Pan et Daphné (jusqu'alors installés dans les jardins) et d'autres œuvres, mais aussi dans le Palazzo Grande, où le Satyre Ludovisi est conservé dès 1665 (autrefois installé à l'extérieur dans un édicule spécial, remplacé plus tard par le dit Pan de Michel-Ange) et dans le Casino de l'Aurore, tandis que seule une petite partie des pièces reste le long des allées du jardin pour embellir les lieux. Les travaux d'adaptation sont supervisés par Antonio Canova en 1806.
Par l'édit du cardinal Bartolomeo Pacca de 1820, la collection est rattachée aux États pontificaux, afin d'éviter la dispersion des richesses romaines en France et au-delà.

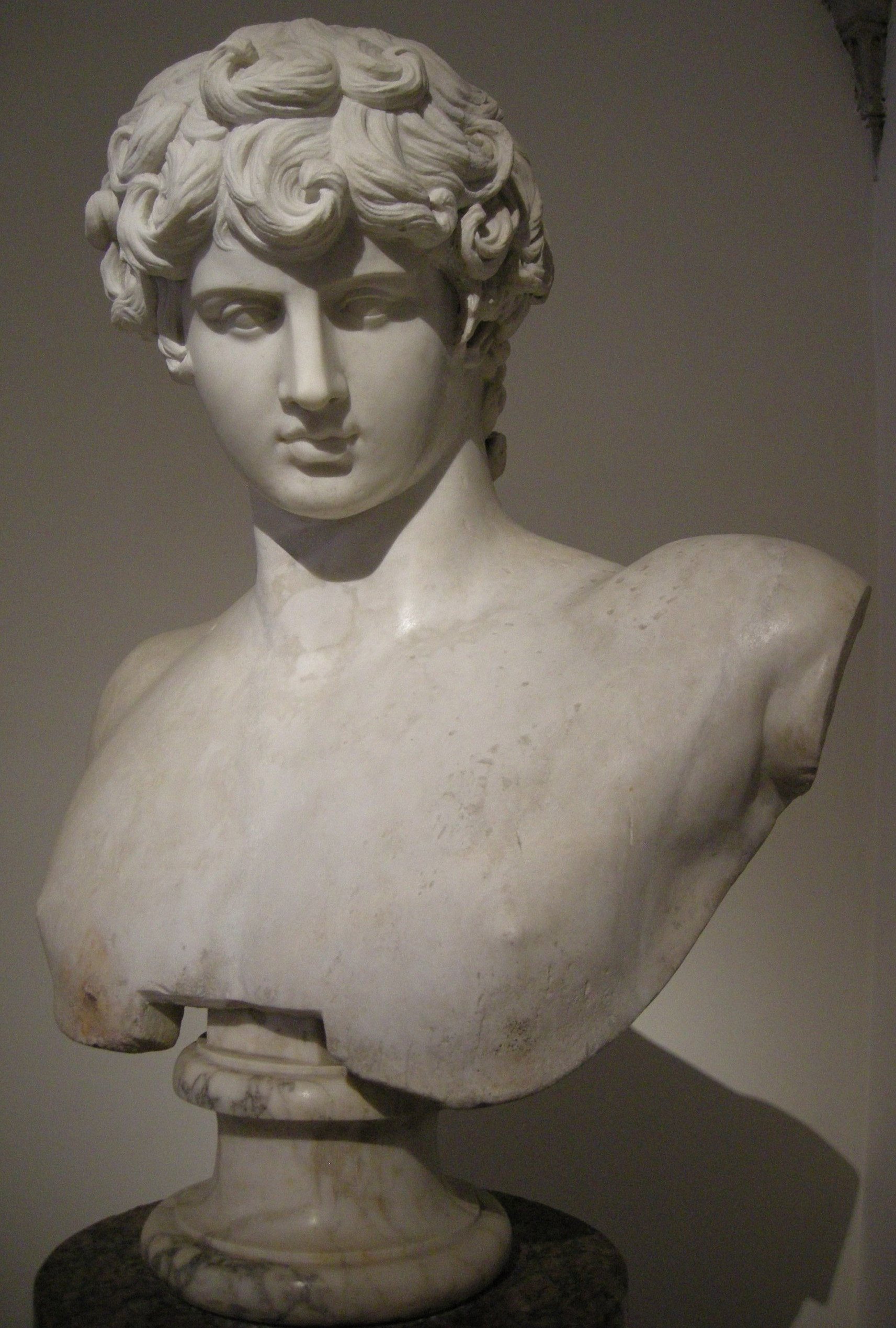
Buste d'Antinous Ludovisi.

Entre 1825 et 1851, le prince Luigi Boncompagni Ludovisi et son fils Antonio ravivent l'intérêt familial pour la villa en agrandissant les espaces avec l'achat de terrains et bâtiments adjacents. La propriété atteint 25 hectares, sa superficie maximale depuis l'époque du cardinal Ludovico, quand elle recouvrait 19 hectares.
La collection sculpturale bénéficie également de nouveaux ajouts, atteignant un total d'environ 339 œuvres antiques en 1880. Vers 1883, avec Rodolfo Boncompagni Ludovisi, la propriété est subdivisée : le Palazzo Grande est partiellement réduit pour permettre la construction d'un autre bâtiment voisin, la résidence Piombino de la Via Veneto, pour remplacer celle de la via del Corso, dont les propriétaires sont expropriés pour la construction de la Galleria Alberto Sordi, tandis que plusieurs hectares de jardin de la Villa Ludovisi sont complètement détruits, au profit d'autres bâtiments, tous dans les dépendances de la villa historique d'origine, parmi lesquels la villa Boncompagni Ludovisi et la villa Maraini.
En 1885, l'Uccelleria et d'autres structures de la villa sont démolies : pour l'occasion, le prince de Venosa, Ignazio Boncompagni Ludovisi, commence une campagne photographique de toute la villa, établissant ainsi un catalogue historique de la résidence (donnée en 1930 à la municipalité de Rome et exposé au musée de Rome). Au cours de ces chantiers, dont seuls sont sauvés le Casino de l'Aurore et la façade avec l'escalier du Palazzo Grande, aujourd'hui adjacente au palais Marguerite, siège de l'ambassade des États-Unis en Italie, d'autres pièces sont trouvées, qui constituent une partie de la collection, dont le trône  Ludovisi,.
À la fin du siècle, la famille Boncompagni-Ludovisi entreprend de démembrer complètement sa collection d'art, mais la contrainte d'indivisibilité et d'inaliénabilité des collections d'art entrée en vigueur entre-temps, après l'abolition en 1865 de la loi sur le fidéicommis, l'en empêche. L'État italien, en revanche, fait tout son possible pour obtenir un accord avec la famille visant à sauvegarder le patrimoine artistique en le laissant à la ville de Rome : il lui est ainsi possible d'acheter en 1901 seulement une partie du patrimoine archéologique de la collection, une centaine de sculptures constituant le noyau de la collection d'antiquités, aujourd'hui toutes conservées au musée national romain, pour la plupart au palais Altemps.
En 2021, le Casino de l'Aurore est mis en vente aux enchères par les derniers héritiers Boncompagni Ludovisi.

## Liste partielle des œuvres de la collection

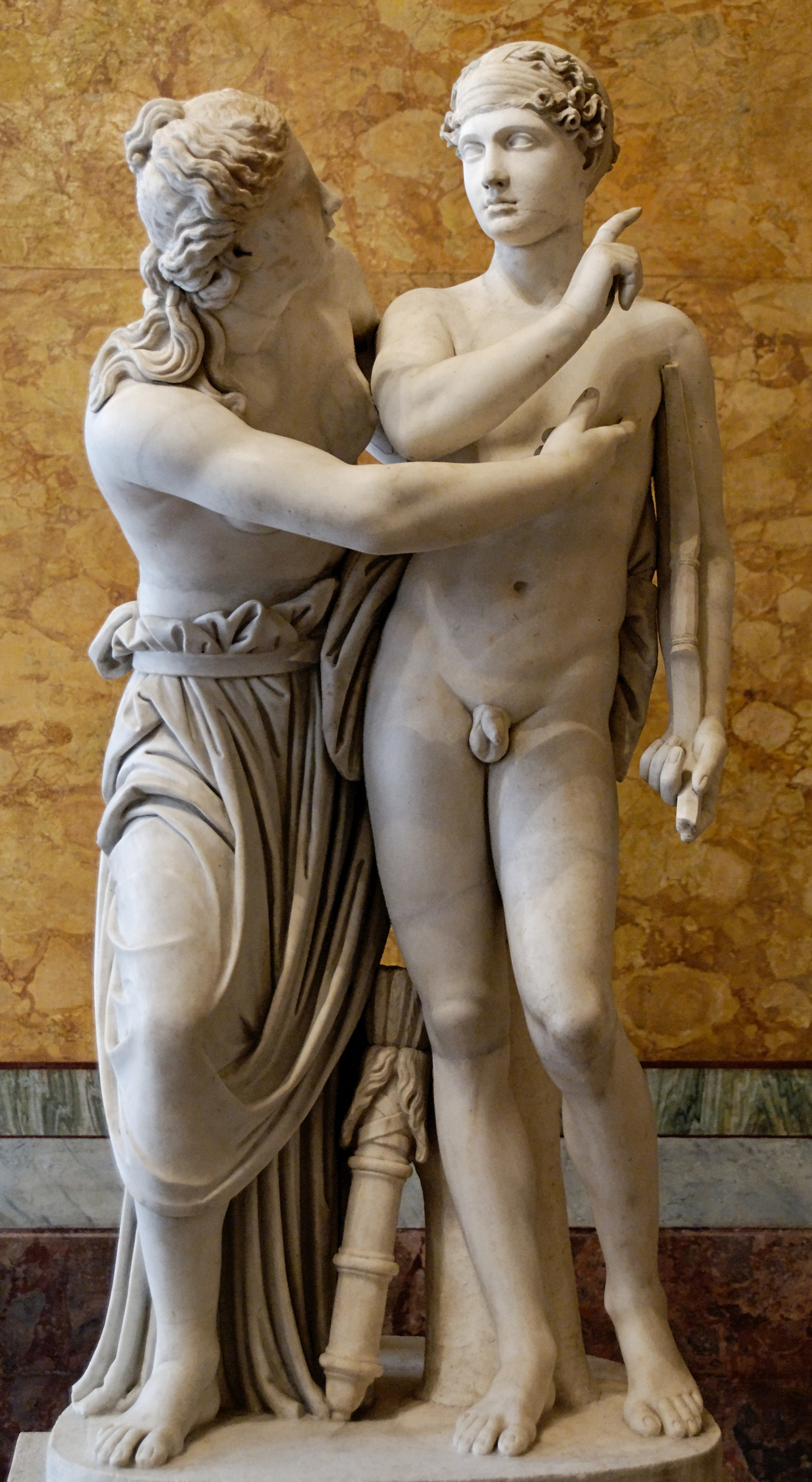
Cupidon et Psyché, palais Altemps.

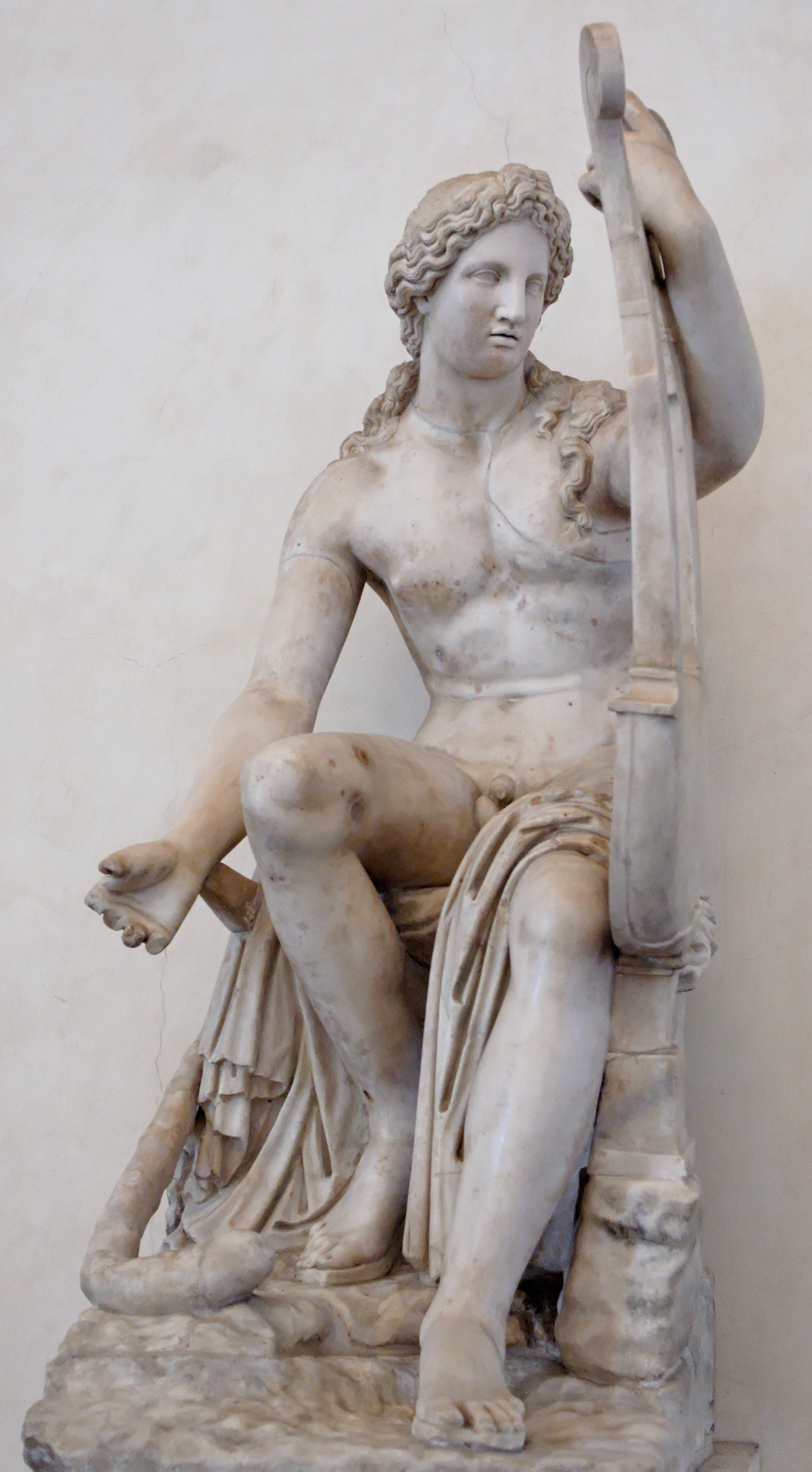
Apollon citharède (Nomios), palais Altemps.

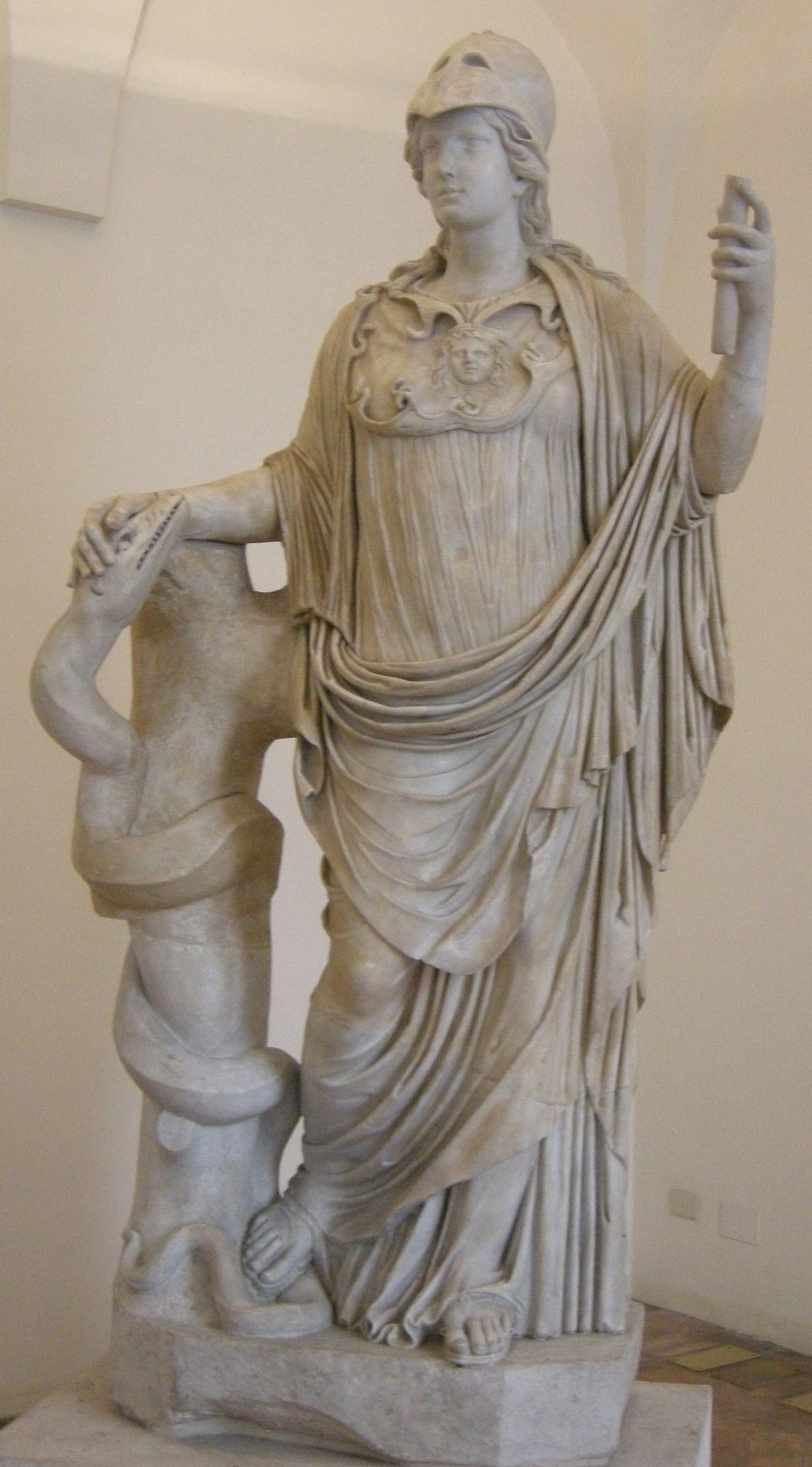
Athéna avec un serpent, palais Altemps.

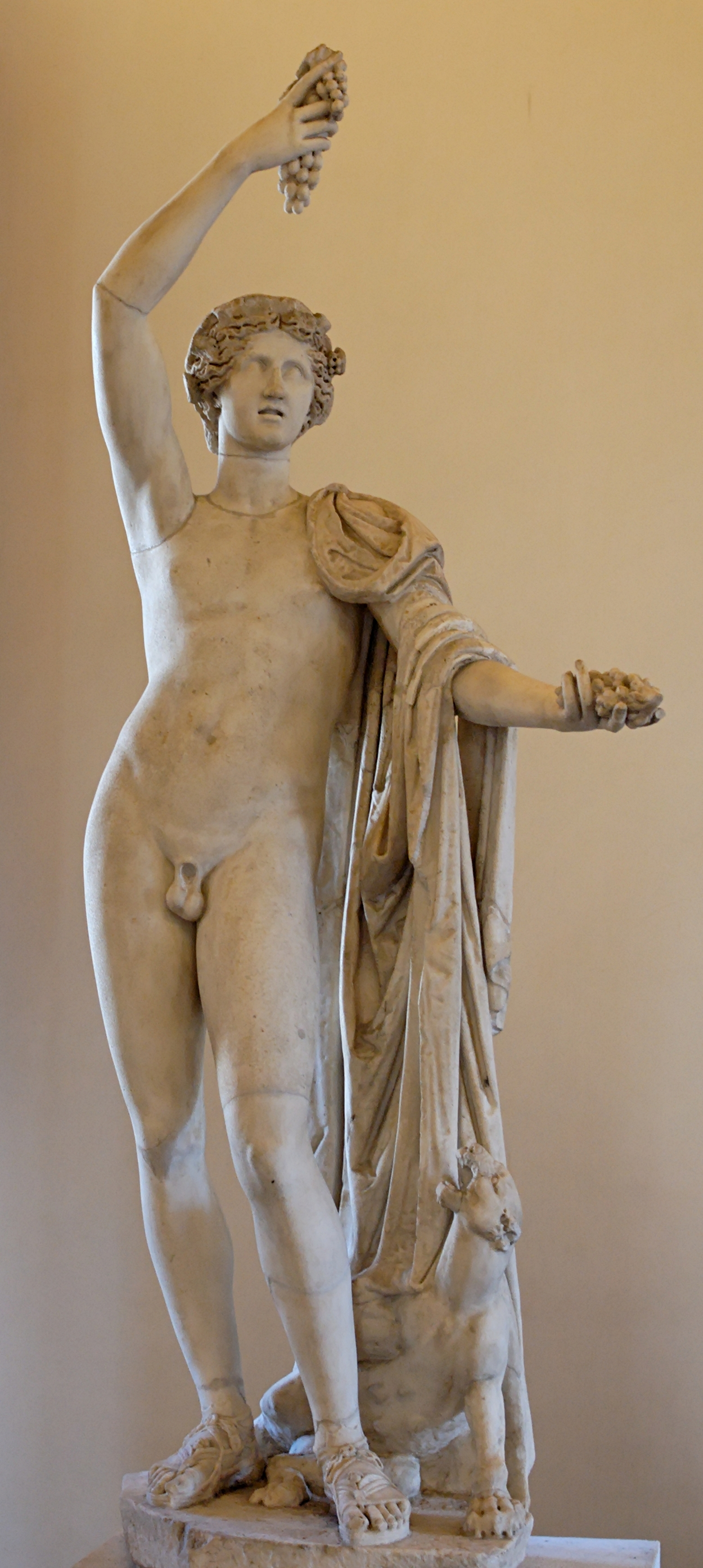
Dionysos avec un serpent, palais Altemps.

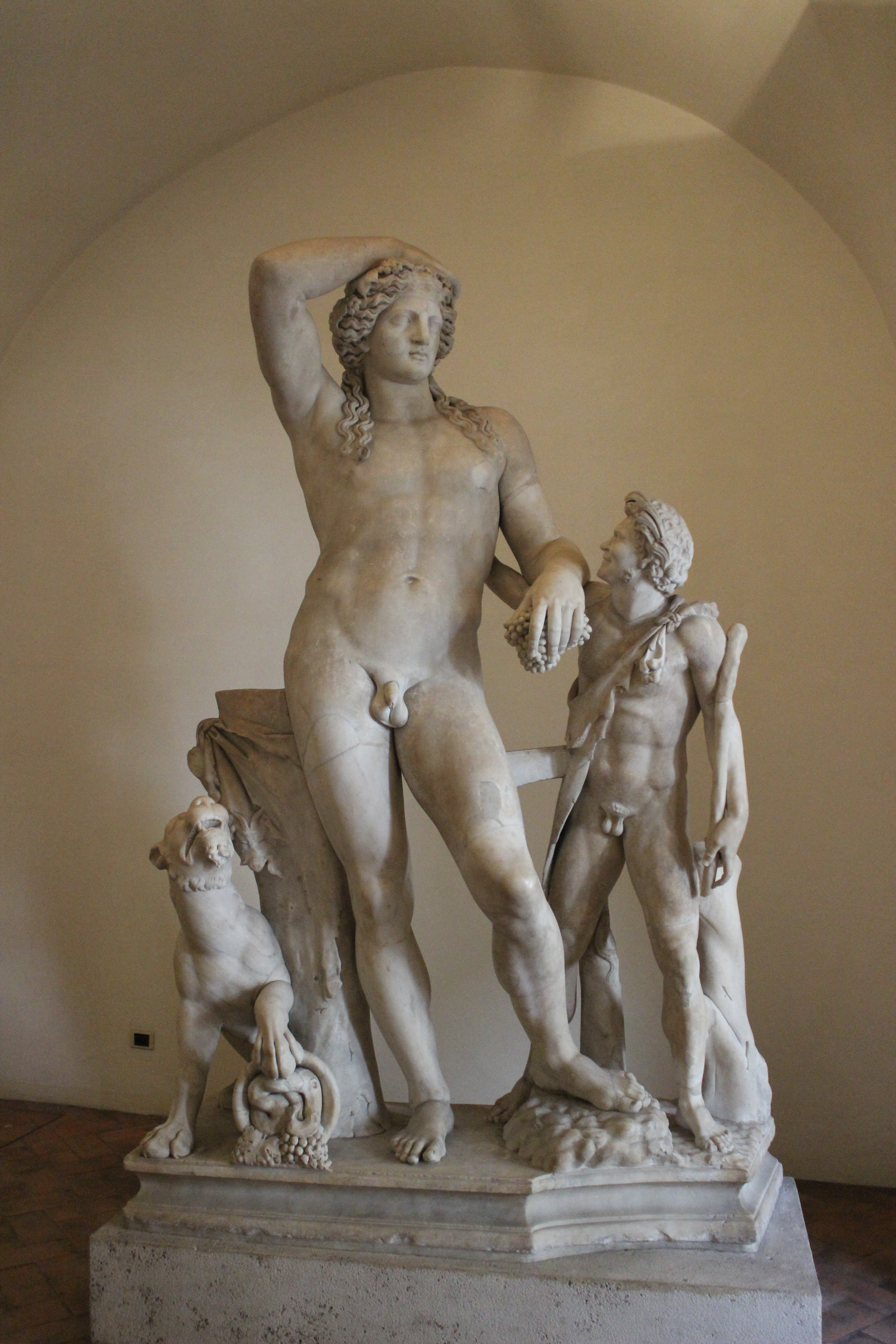
Dionysos Ludovisi, palais Altemps.

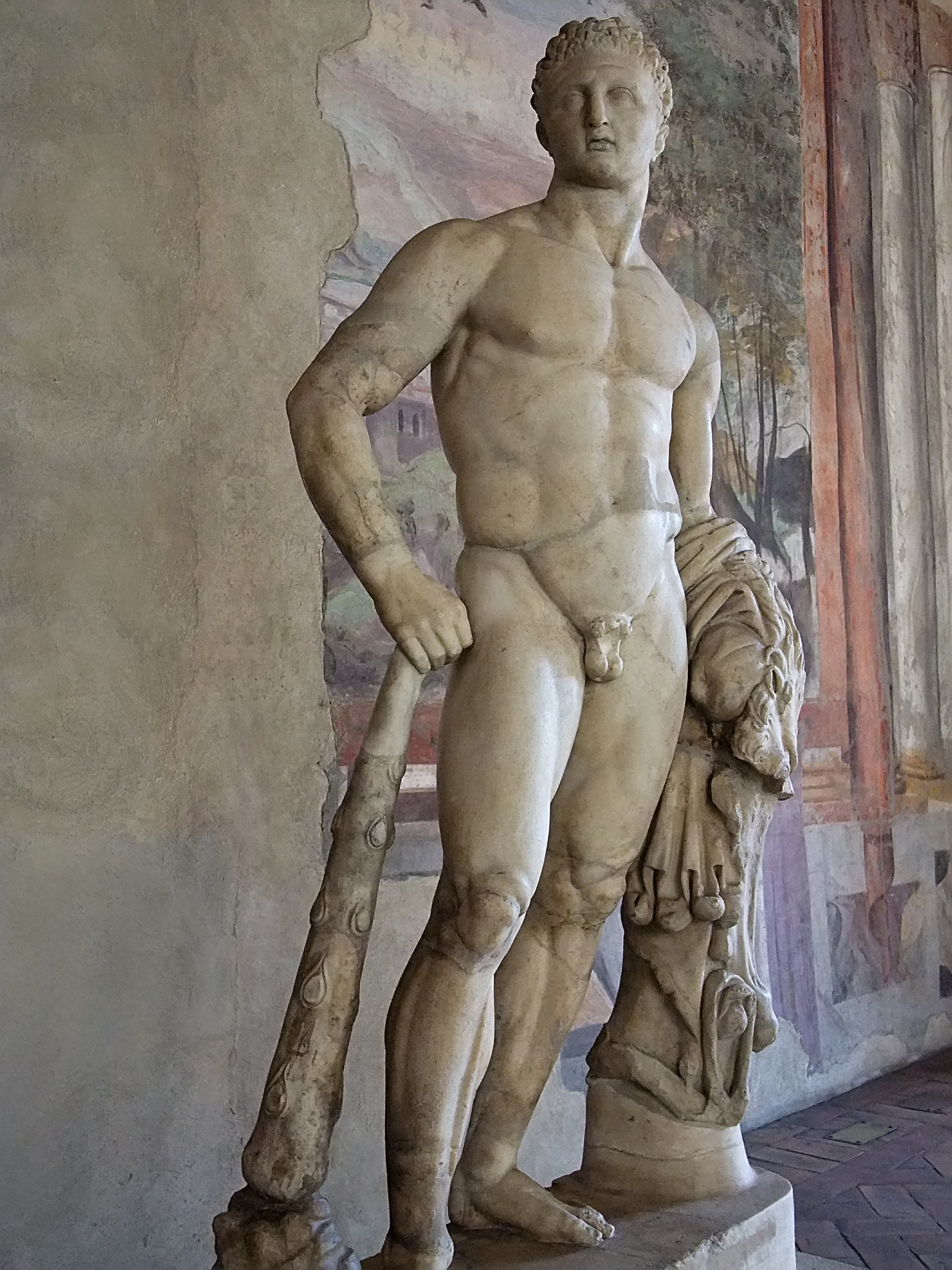
Hercule au repos, palais Altemps.

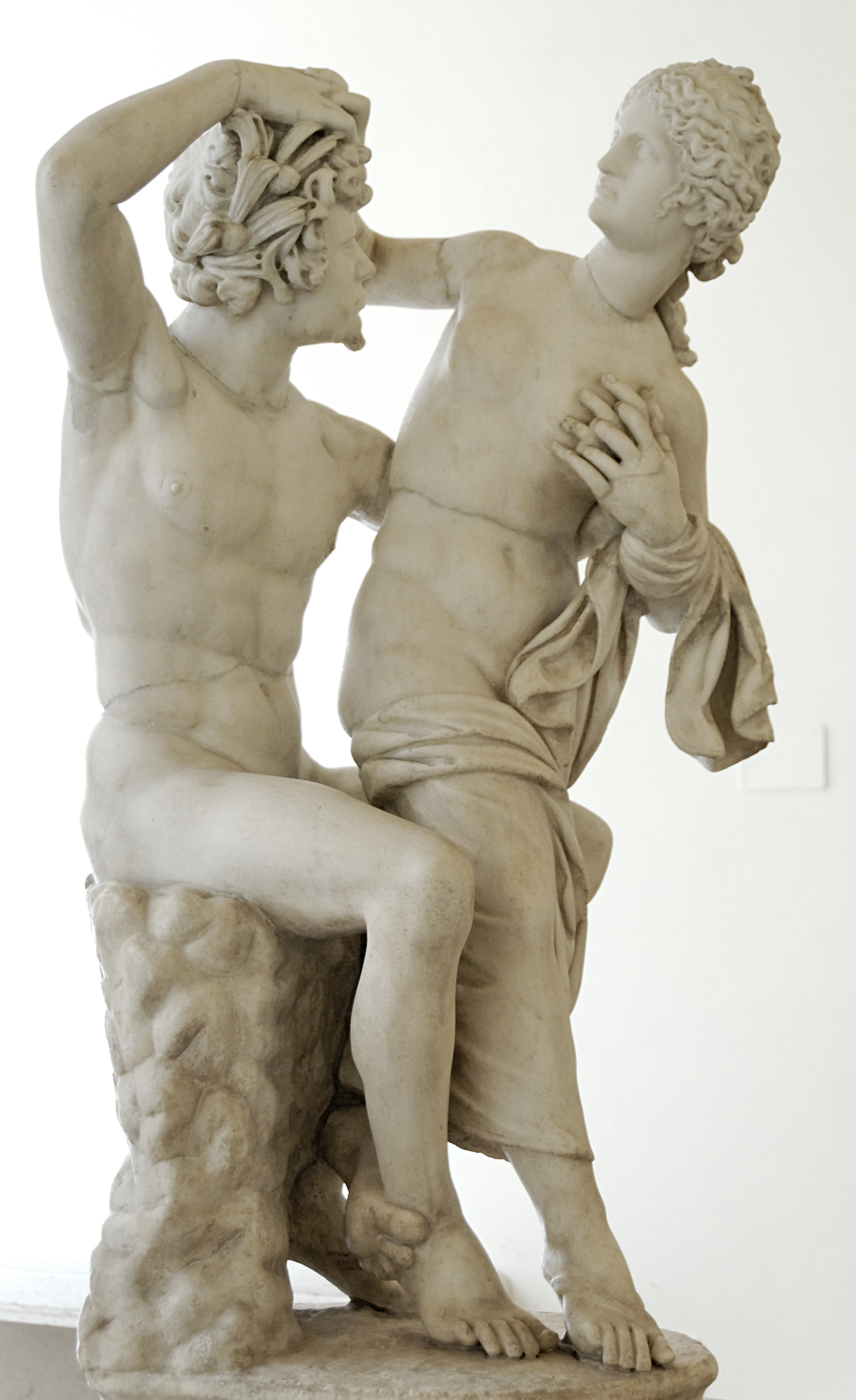
Satyre et Nymphe, palais Altemps.

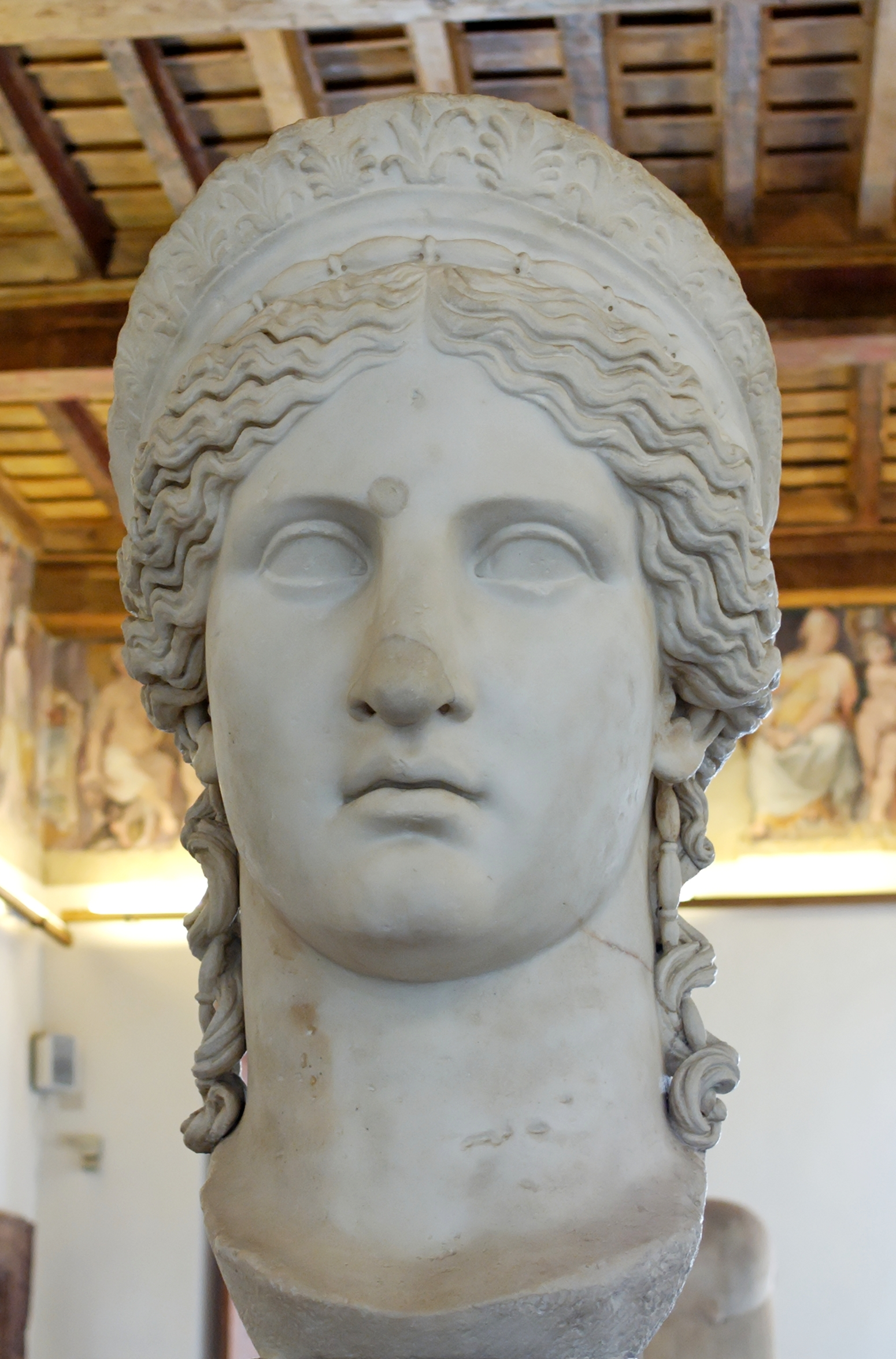
Junon Ludovisi, palais Altemps.

### Archéologie par musée
Au palais Altemps, Rome : 
- Acrolithe Ludovisi
- Aphrodite accroupie, marbre de Thasos, h. 111 cm,
- Aphrodite accroupie (ou au bain), marbre de taille moyenne, h. 91 cm
- Aphrodite accroupie avec un dauphin
- Aphrodite  de Cnide, IIe siècle
- Amour et Psyché, marbre blanc, h. 132 cm
- Antonin le Pieux
- Apollon citharède (version I), marbre de Thasos et marbre de Páros, milieu du Ier siècle, h. 187 cm
- Apollon citharède (Nomios), marbre pentélique, époque d’Hadrien, h. 188 cm
- Arès Ludovisi, h 156 cm
- Artémide acéphale
- Asclépios, marbre grec de Paros et de Luna, h. 183 cm
- Asclépios, Ier siècle, h. 183 cm
- Athéna (type Parthénos), marbre pentélique, copie grecque signée par Antioco, Ier siècle av. J.-C.
- Athéna avec un serpent, marbre grec, h 252 cm
- Base cylindrique avec motifs néoattiques, marbre de Luna, h. 72 cm
- Bas-relief avec masque, marbre rouge antique, 111×79 cm (auparavant dans la collection Cesi)
- Buste avec le portrait impérial de Decius, milieu du IIIe siècle
- Buste avec la tête probablement d’Aphrodite de Cnide interprétée comme Niobé
- Buste du pharaon Amenemhat III, granit gris
- Buste d'Hadès/Pluton
- Buste d'Aphrodite
- Buste d'Antinoüs Ludovisi, marbre de Luna, h. 67 cm
- Buste d'Aristote, marbre et albâtre, époque d’Hadrien
- Buste de barbus
- Buste de Déméter
- Buste de Démosthène, IIe siècle
- Buste de Julia (fille de Titus), marbre et résine
- Buste de Marc Aurèle (tupe Capitole), porphyre rouge et bronze doré, première moitié du IVe siècle av. J.-C.
- Buste de Matidia, 120 après J.-C.
- Buste de prince
- Bustes des douze Césars (×12)
- Calliope (muse de la poésie), marbre à grain moyen, IIe siècle, h. 119 cm (auparavant dans la collection Cesi)
- Colonne salomonique, marbre de Luna, h. 126 cm
- Dadoforo, marbre grec et de Luna, h. 170 cm
- Déméter
- Devant de sarcophage avec le cortège de Dionysos
- Devant de sarcophage avec des exploits d’Hercule (lion de Némée, Hydre de Lerne, sanglier d'Érymanthe, biche de Cérynie, oiseaux du lac Stymphale, Hippolyte, reine des Amazones, écuries d'Augias, taureau crétois, Juments de Diomède), moitié du IIIe siècle
- Dionysos, marbre de Luna, h. 163 cm,
- Dionysos avec une panthera, Ier – IIe siècle
- Dionysos Ludovisi, 160-180 après J.-C.
- Enfant qui étouffe une oie, marbre de Luna, époque d’Hadrien, h. 85 cm, (auparavant dans la collection Cesi)
- Grand sarcophage Ludovisi
- Guerrier assis, marbre pentélique, IIe siècle., h. 93 cm
- Hercule au repos (auparavant dans la collection Altemps)
- Hermès d'Athena, IIe siècle
- Hermès de Dionysos, IIe siècle
- Hermès de Discobole, IIe siècle
- Hermès d'Hercule avec une masse, marbre pentélique, IIe siècle,
- Hermès d'Hercule avec une corne d'abondance. marbre pentélique, IIe siècle
- Hermès d'Hermès, IIe siècle
- Hermès de Thésé, IIe siècle
- Hermès d'Acéphale avec manteau de voyageur et caducée, Ier siècle
- Hermès Ludovisi, Ier – IIe siècle, h. 183 cm
- Homme en toge debout
- Jason saisit la Toison d'or, fragment de sarcophage, marbre de Luna, seconde moitié du IIe siècle
- Jason et Médée unissent leur main droite symbole du mariage, fragment de sarcophage, marbre de Luna, seconde moitié du IIe siècle
- Jugement de Pâris, fragment de sarcophage, (Athéna casquée, Hermès avec caducée, Aphrodite, Œnone, Pâris et Éros), 117-138 après J.-C.
- Junon Ludovisi, Ier siècle, h. 116 cm (auparavant dans la collection Cesi)
- Labrum (bassin de fontaine)
- Muse ou divinité (Cybèle?) assise, IIe siècle
- Muse ou nymphe assise, Ier siècle
- Oreste et Électre (autrefois Groupe Ludovisi), marbre à grain moyen, sujet grec dans le style éclectique, h. 192 cm
- Pan et Daphné, marbre pentélique, h. 137 cm (auparavant dans la collection Cesi)
- Peplophoros (porteuse de péplos), marbre, Ier siècle
- Petit sarcophage Ludovisi
- Satyre de côté (ou Satyre Ludovisi), marbre à grain fin, seconde moitié du IIe siècle, h. 156 cm
- Satyre et nymphe, marbre de Páros à grain moyen, h. 118 cm
- Suicide du Galate (ou Galate Ludovisi), Ier siècle av. J.-C., h. 211 cm
- Tête d'Athéna restaurée comme Attis, marbre de Luna, époque d’Hadrien
- Tête d'Hercule. Ier siècle
- Tête d’Érinye endormie (ou une méduse), IIe siècle
- Tête de Gallien, 256-268
- Tête de Julio-Claudien
- Tête de Mars casqué, marbre de Luna, h. 134 cm (auparavant dans la collection Cesi)
- Tête de Zeus
- Tige tordue, marbre de Luna, seconde moitié du Ier siècle
- Torse de Polyphème, copie du groupe de Sperlonga du Ier – IIe siècle (auparavant dans la collection Altemps)
- Trône Ludovisi, (le statut de découverte archéologique est débattu par la critique, dont une partie, y compris Federico Zeri, la considère comme du XIXe siècle)
- Urania (muse de l'astronomie), marbre à grain moyen, IIe siècle, h. 124 cm (auparavant dans la collection Cesi)
- Urne avec des danseuses ailées
- Urne funéraire de Lucius Pinnius Celsus, marbre de Luna, 107×66 cm
- Vénus accroupie (auparavant dans la collection Cesi)
- Vénus accroupie

Au Palais Marguerite, Rome :
- Buste de l'empereur Lucius Aurelius Verus
- Buste d'Aphrodite
- Buste d'Alexandre le Grand

Au musées du Capitole, Rome :
- Galate mourant (ou Galate capitolien), Ier siècle

Au musée des Offices, Florence :
- Hermaphrodite endormi, marbre de Páros, IIe siècle, longueur 152 cm

Au musée des Beaux-Arts, Boston :
- Junon, Ier siècle av. J.-C.

Au musée du Prado, Madrid :
- Groupe de saint Ildefonso

### Sculpture
- Le Bernin, L'Enlèvement de Proserpine , 1621, marbre, h. 255 cm (en excluant le socle la base 109 cm), Galerie Borghèse, Rome (auparavant dans la collection Borghèse, donné par le cardinal Scipione Caffarelli-Borghese à Ludovico Ludovisi en 1623)

### Peintures

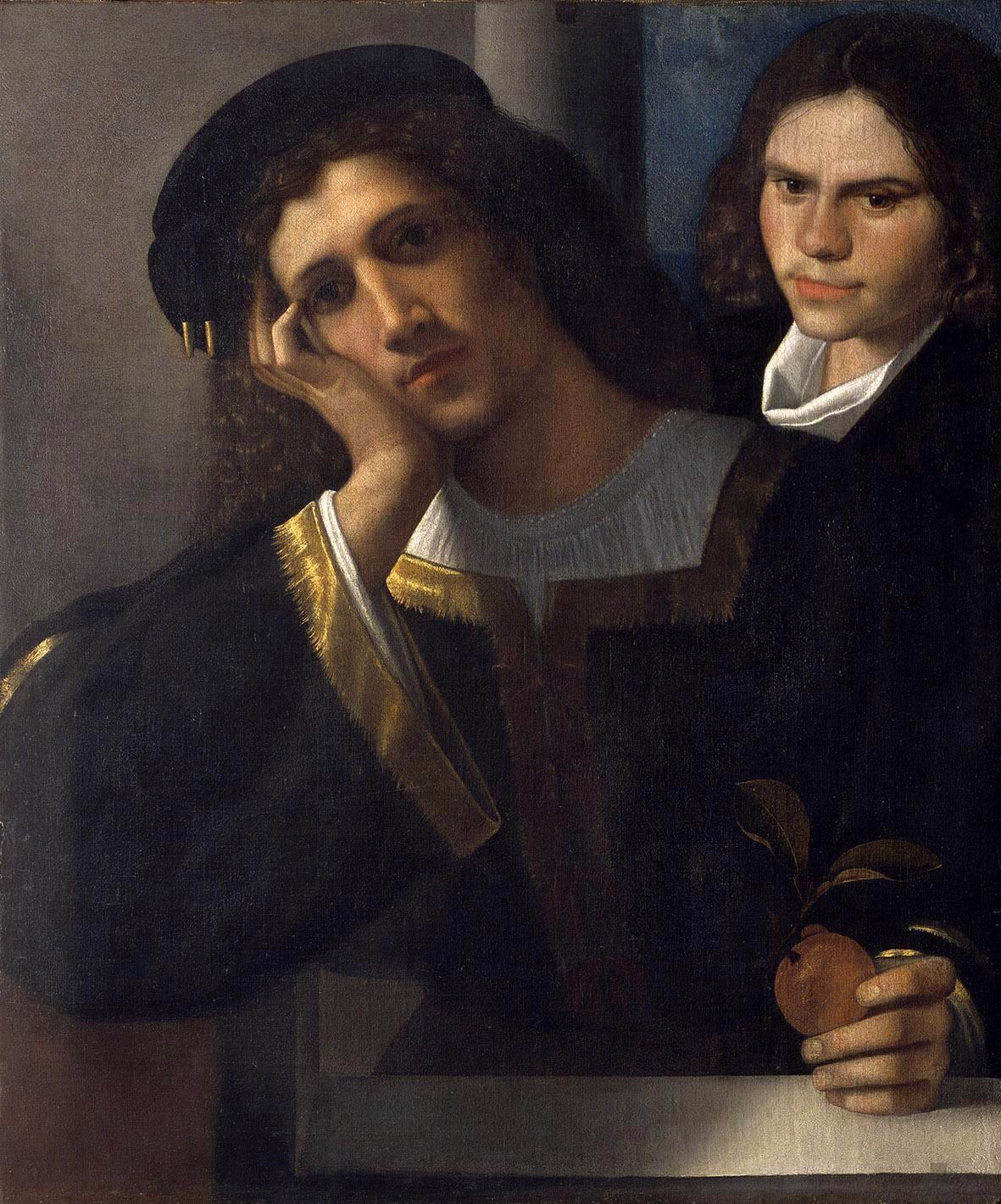
Giorgione, Double Portrait, 1502, musée national du Palais de Venise, Rome.

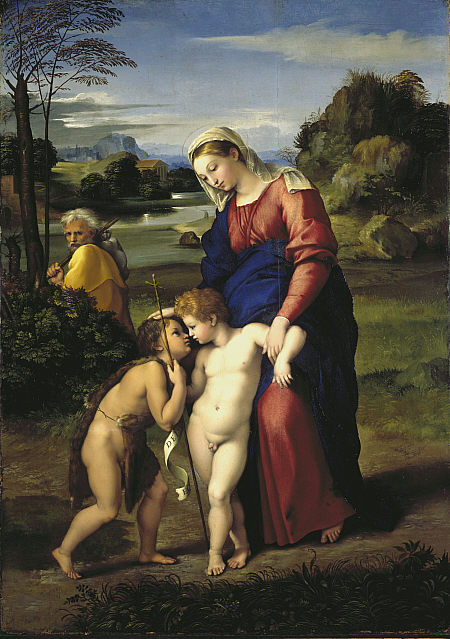
Raphaël,La Madonna del Passeggio, Galerie nationale d'Écosse, Édimbourg.

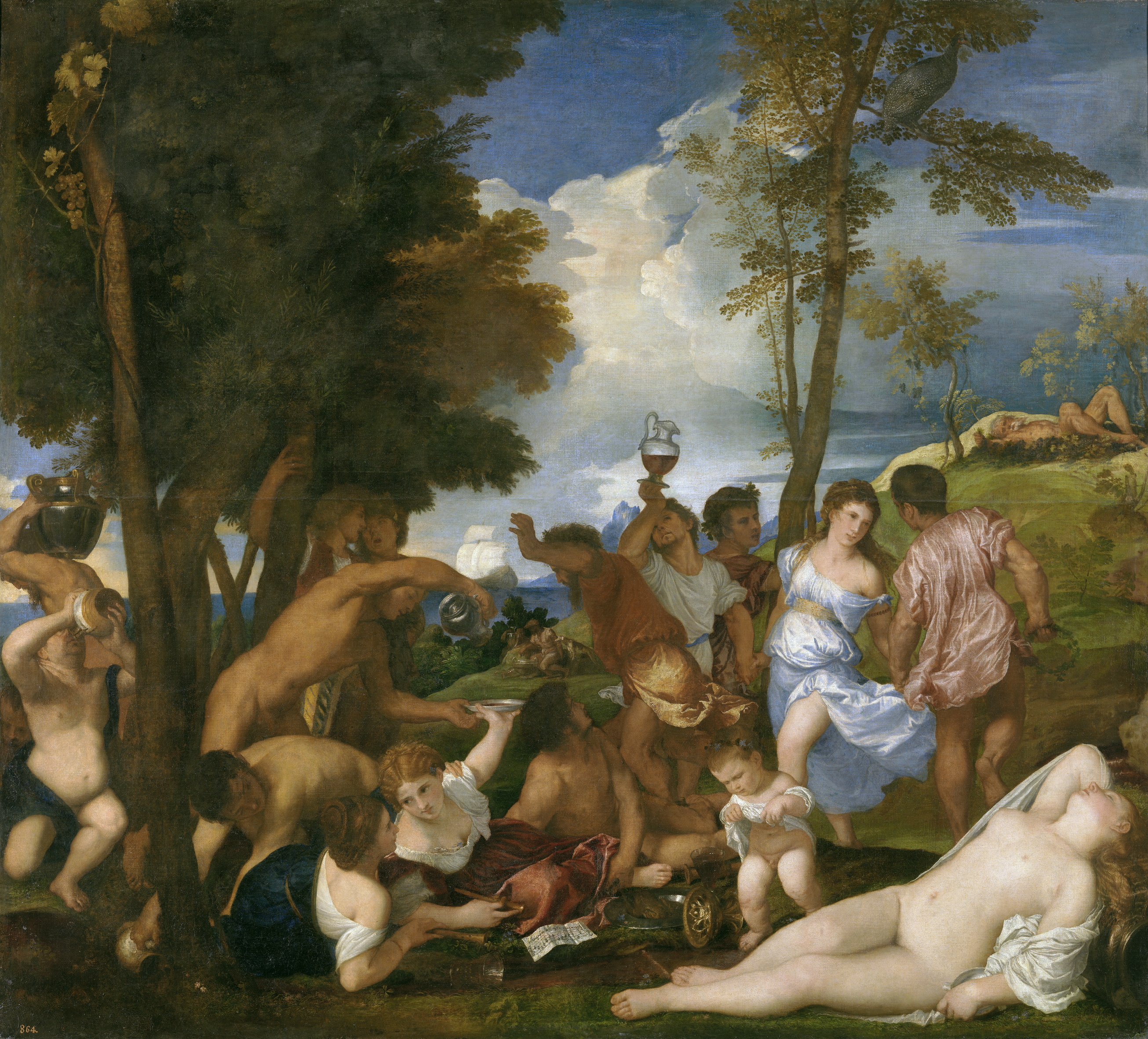
Titien, La Bacchanale des Andriens, 1523–1526, musée du Prado, Madrid.

- Francesco Albani, Adoration des bergers, v. 1600-1625 , huile sur toile, 42×30 cm, copie de la dite Nuit du Corrège, en utilisant le prototype de Annibale Carracci, Musée du Louvre, Paris
- Jacopo Bassano, Nativité, perdue
- Jacopo Bassano, Forge, collection privée, Barcelone
- Francesco Brizio, Samson avec les Philistins, 1615-1619, huile sur toile, 350×480 cm, Palais Pallavicini Rospigliosi, Rome (d’abord passé dans la collection Rospigliosi avec la vente par Giovan Battista Ludovisi du fief de Zagarolo vers 1664, puis dans la collection Pallavicini)
- Girolamo da Carpi (cercle de), Galatée, 1537-1541, huile sur toile, 47,5×39,1 cm, Galerie Doria-Pamphilj, Rome
- Annibale Carracci (copie de Raphaël), Galatée, disparue
- Lodovico Carracci, Nativité du Christ, disparue
- Lodovico Carracci, Nativité d'Alexandre le Grand, disparue
- Le Corrège, Noli me tangere, v. 1523-1524, huile sur toile, 130×103 cm, musée du Prado, Madrid (auparavant dans la collection Aldobrandini, offert par Olimpia Aldobrandini à Ludovico Ludovisi vers 1621)
- Le Dominiquin, Paysage avec Hercule tirant Cacus de sa caverne, musée du Louvre, Paris
- Le Dominiquin, Paysage avec Hercule, musée du Louvre, Paris
- Le Dominiquin, Paysage avec Hercule combattant Acheloüs changé en taureau, 1621-1622 ca., huile sur toile, 121 × 149 cm, musée du Louvre, Paris
- Le Dominiquin, Paysage avec la fuite en Égypte, musée du Louvre, Paris
- Le Dominiquin, Le Péché originel, huile sur toile, 310×450 cm, Palais Pallavicini Rospigliosi, Rome (d’abord passé dans la collection Rospigliosi avec la vente par Giovan Battista Ludovisi du fief de Zagarolo vers 1664, puis dans la collection Pallavicini)
- Le Dominiquin, Portrait du pape Grégoire XV avec le cardinal Ludovico Ludovisi, 1621-1622, huile sur toile, 223×150 cm, musée des Beaux-Arts, Béziers
- Le Dominiquin, Sainte Cécile, musée du Louvre, Paris
- Le Dominiquin, Susanne et les Vieillards, Alte Pinakothek, Munich
- Dosso Dossi, Apollon, Galerie Borghèse, Rome|Roma  (auparavant dans la collection Borghèse, offerte par le cardinal Scipione Caffarelli-Borghese à Ludovico Ludovisi vers 1623)
- Artemisia Gentileschi, Susanne et les Vieillards, château Weissenstein, Pommersfelden
- Giorgione (attribué à), Double Portrait, 1502, huile sur toile, 80×75 cm, musée national du Palais de Venise, Rome|Roma
- Le Guerchin, Le Char de l'Aurore, fresque, Casino de l'Aurore de la villa Ludovisi, Rome
- Le Guerchin, La Nuit, fresque, Casino de l'Aurore de la villa Ludovisi, Rome
- Le Guerchin, Le Jour, fresque, Casino de l'Aurore de la villa Ludovisi, Rome
- Le Guerchin, La Renommée, fresque, Casino de l'Aurore de la villa Ludovisi, Rome
- Le Guerchin, Pierre ressuscite Tabita, Galerie Palatine, Florence
- Le Guerchin, Portrait du pape Grégoire XV, 1622, huile sur toile, 133,7×98,4 cm, J. Paul Getty Museum, Los Angeles
- Le Guerchin, Susanne et les Vieillards, musée du Prado, Madrid
- Le Guerchin, Loth et sa fille, Escurial
- Le Guerchin, Vénus au bain, National Gallery of Art, Washington
- Le Guerchin, Vision de saint Jérôme, musée du Louvre, Paris[29]
- Guido Reni, La Chute de Saul, Escurial|
- Guido Reni, Saint François, musée du Louvre, Paris
- Guido Reni, Portrait de Grégoire XV, collection privée, Corsham Court
- Lucio Massari ou Annibale Carracci, Circé, perdue
- Lucio Massari, Rinaldo et Armide, 1610-1612, huile sur toile, 255×395 cm, palais Pallavicini Rospigliosi, Rome (d’abord passé dans la collection Rospigliosi avec la vente par Giovan Battista Ludovisi du fief de Zagarolo vers 1664, puis dans la collection Pallavicini)
- Lucio Massari, Le Triomphe de David, 1610-1612, huile sur toile, 350×460 cm, palais Pallavicini Rospigliosi, Rome (d’abord passé dans la collection Rospigliosi avec la vente par Giovan Battista Ludovisi du fief de Zagarolo vers 1664, puis dans la collection Pallavicini)
- Raphaël , La Madonna del Passeggio, Galerie nationale d'Écosse, Édimbourg (auparavant dans la collection Aldobrandini, offert par Olimpia Aldobrandini à Ludovico Ludovisi vers 1621)
- Leonello Spada, Concert, musée du Louvre, Paris
- Titien, La Bacchanale des Andriens, 1523–1526, huile sur toile, 175×193 cm, musée du Prado, Madrid (auparavant dans la collection Aldobrandini, offert par Olimpia Aldobrandini à Ludovico Ludovisi vers 1621)
- Titien, L'Offrande à Vénus, 1518-1519, huile sur toile, 172×175 cm, musée du Prado, Madrid (auparavant dans la collection Aldobrandini, offert par Olimpia Aldobrandini à Ludovico Ludovisi vers 1621)
- Giovanni Valesio, Susanne et les Vieillards, Alte Pinakothek, Munich
- Paul Véronèse, Madeleine, musée des beaux-arts du Canada, Ottawa